# Wielki terror (ZSRR)

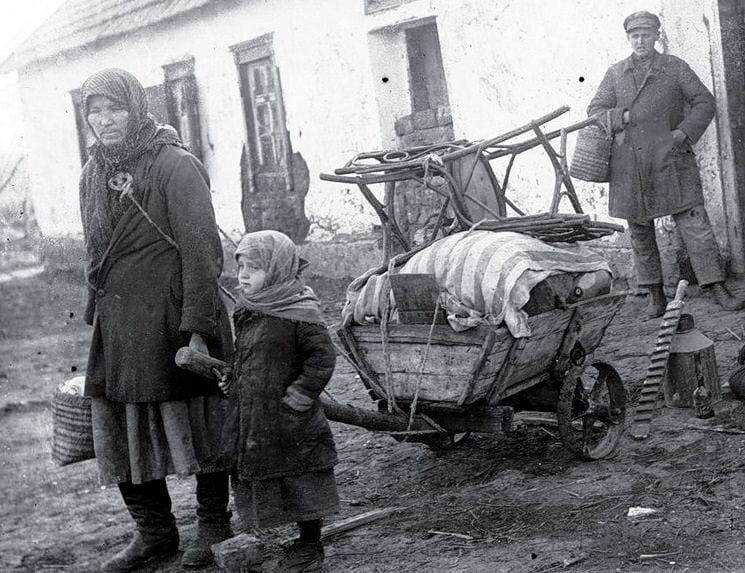
Kolektywizacja w ZSRR – wypędzana z domu rodzina

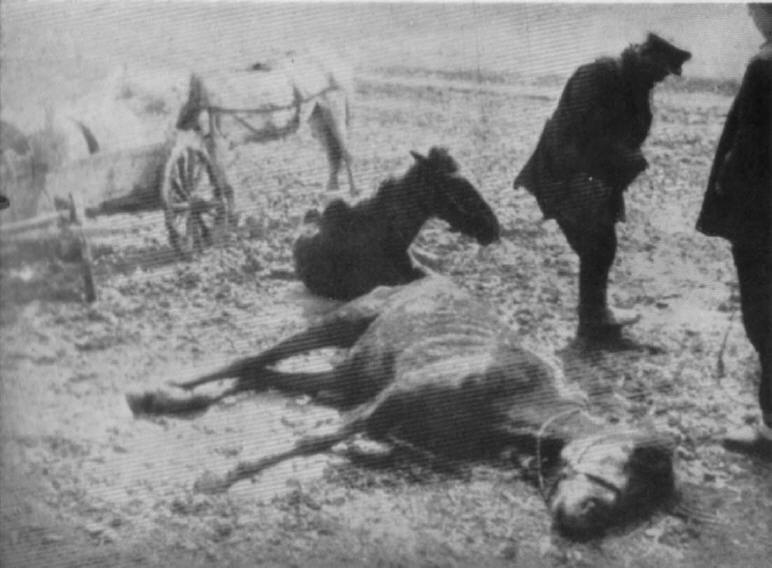
Kolektywizacja – umierający z głodu koń, okolice Charkowa 1933

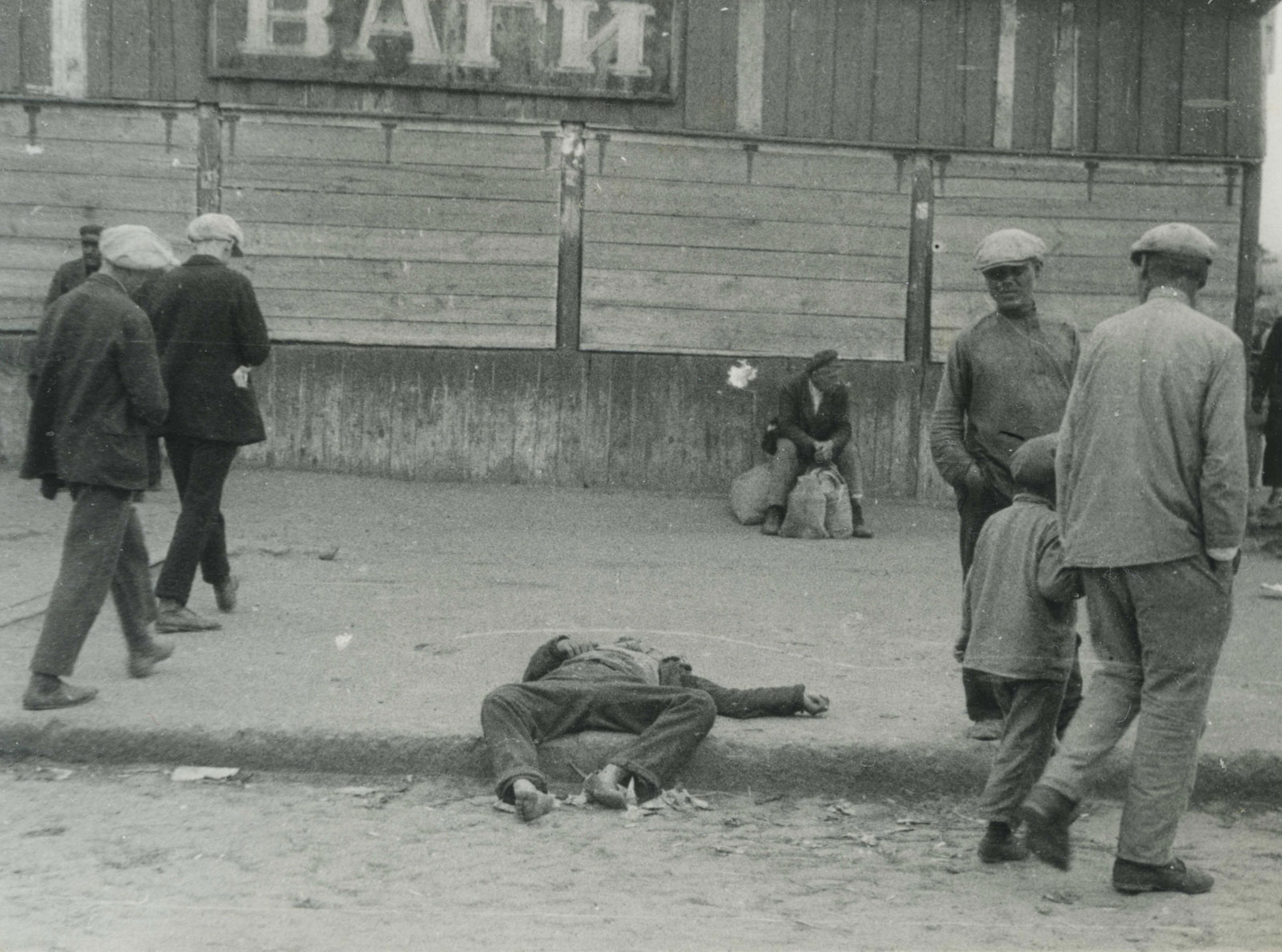
Ulica w Charkowie 1932 – przechodnie obojętnie mijają zmarłych z głodu ludzi

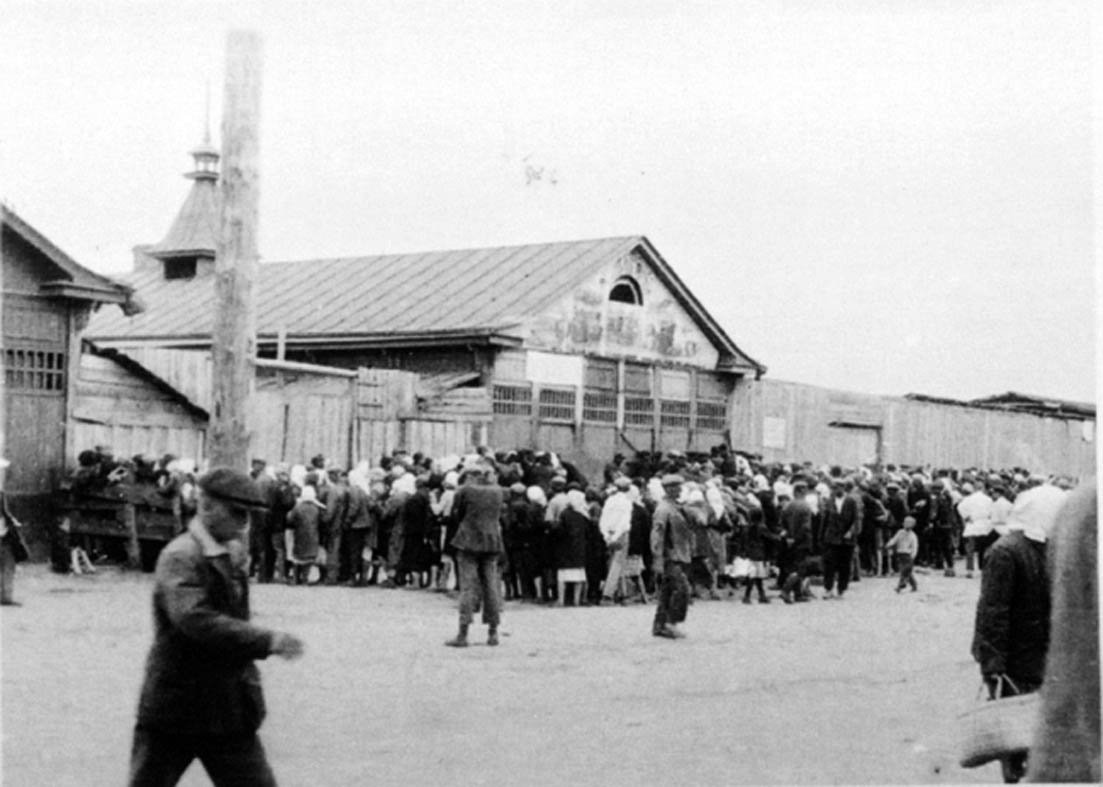
Kolejka po chleb za dewizy Torgsin Charków 1932

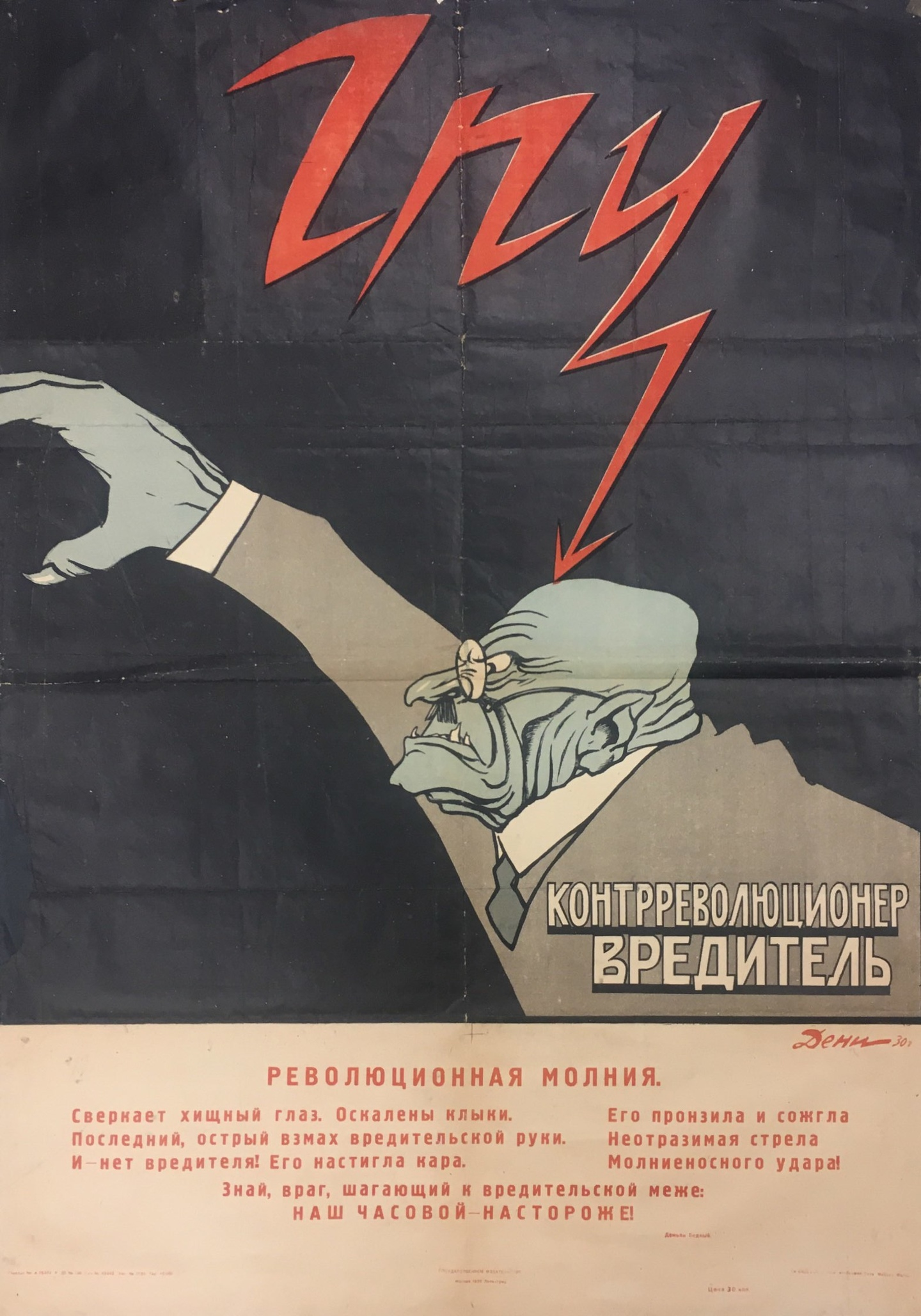
OGPU jako „rewolucyjna błyskawica”. Sowiecki plakat propagandowy 1930

Wielki terror (również wielka czystka, jeżowszczyzna) – okres w historii ZSRR szczególnego nasilenia terroru policyjnego NKWD w latach 30. XX wieku. W efekcie zaplanowanych i zorganizowanych represji zamordowano miliony niewinnych ludzi, a także prawie wszystkich działaczy partii leninowskiej, wysokich oficerów Armii Czerwonej oraz NKWD. Za jego początek uważane jest zabójstwo Siergieja Kirowa w grudniu 1934, a koniec najczęściej datowany na 1939 r.
Terminu wielki terror użył Robert Conquest jako tytułu fundamentalnej monografii zagadnienia z 1968. Inne powszechnie używane określenie, wielka czystka, spopularyzował Aleksander Weissberg-Cybulski. Okres ten był jedną z wielu fal masowych represji w ZSRR po 1917 roku (1918–1921, 1928–1931, 1934–1935, 1937–1938, 1943–1946, 1948–1953) i wyróżniał się największą brutalnością.
W oficjalnej historiografii komunistycznej aż do końca lat 80. XX w. określany eufemistycznie jako okres błędów i wypaczeń lub okres kultu jednostki (w znaczeniu kultu Stalina).
Wśród społeczeństwa ZSRR określany jako jeżowszczyzna (usiłowano wiązać okres terroru wyłącznie personalnie z osobą komisarza NKWD Nikołaja Jeżowa, następnie straconego przez Stalina).

## Geneza i tło czystki
Partia bolszewicka, w wyniku zbrojnego przewrotu z listopada 1917 i wojny domowej, jaka wybuchła po rozpędzeniu w styczniu 1918 r. demokratycznie wybranego parlamentu Rosji – Zgromadzenia Konstytucyjnego (Konstytuanty), narzuciła Rosji rządy dyktatorskie wbrew opozycji wszystkich prądów społecznych i politycznych Rosji. W chwili przejęcia władzy była ona organizacją zawodowych, zdyscyplinowanych rewolucjonistów liczącą od 5000 do 10 000 członków (z których jedną trzecią stanowili inteligenci). Byli to tzw. starzy bolszewicy, spośród których największym prestiżem cieszyli się członkowie partii jeszcze z okresu jej podziemnej działalności, przed rewolucją lutową (marzec 1917 r.). Stąd przedrewolucyjna działalność podziemna była legendą partii bolszewickiej i źródłem jej kadr władzy do połowy lat 30 XX w. W okresie wojny domowej szeregi partii powiększyły się wielokrotnie – stała się partią masową, w której naczelną zasadą była lojalność wobec organizacji. Latem 1918 roku, pod pretekstem organizacji zamachu na Lenina, przywódcy partyjni rozpętali masowy terror wobec przeciwników politycznych i całych grup społecznych (zabójstwo rodziny carskiej). Sukces partii bolszewickiej w wojnie domowej był przede wszystkim konsekwencją schematu organizacji, jaki przyjęła i realizowała ta grupa ludzi.
Powstanie w Kronsztadzie (marzec 1921) wykazało, że grupy społeczne mające rzekomo legitymizować władzę partii bolszewickiej (klasy pracujące) domagają się przywrócenia pluralizmu politycznego i swobody wyborów do rad. To zaś, wobec aktywności niebolszewickich partii socjalistycznych, oznaczać mogło dla bolszewików utratę zdobytej z takim wysiłkiem władzy.
Po bezwzględnym stłumieniu powstania w Kronsztadzie i powstań chłopskich (z których najbardziej znane jest powstanie tambowskie) bolszewicy zachowali w całości system, według którego byli zorganizowani w czasie wojny. System ten, który dotychczas tłumaczony był jako wymuszone stanem wojny, niedemokratyczne „prowizorium” utrzymał się mimo jej zakończenia. Zakazano działalności partii niebolszewickich, w tym socjalistycznych, jak mienszewicy czy eserowcy, które funkcjonowały do 1920 r. na pograniczu legalności, utrzymano aparat terroru policji politycznej (CzK, przekształcone właśnie w GPU, do lutego roku 1937 podporządkowane Komitetowi Centralnemu WKP(b) i pozbawione prawa aresztowań członków partii bez zgody władz odpowiednich jej instancji) i stworzony w 1918 r. system obozów koncentracyjnych. Podsumowaniem tego okresu był proces pokazowy eserowców (1922) i wprowadzony przy jego okazji nowy sowiecki kodeks karny, którego osławiony artykuł 58, pisany osobiście ręką Lenina, legitymizował system terroru wobec przeciwników władzy partii bolszewickiej – rzeczywistych lub potencjalnych. Było to otwarte przekreślenie zasady państwa prawa i świadome przekazanie władzy państwowej prerogatyw, umożliwiających represjonowanie mieszkańców ZSRR, według swobodnego uznania władzy politycznej. Twórcy tego systemu mieli sami paść później jego ofiarą.
Jednocześnie wobec faktu, że niezadowolenie z odejścia od zasad demokracji i odebrania nawet robotnikom możliwości swobodnego wyboru swej reprezentacji ujawniło się w roku 1921 również wewnątrz partii bolszewickiej (platformy polityczne opozycji robotniczej i demokratycznych centralistów), na X zjeździe partii w tymże roku Lenin przedstawił (a zjazd zaaprobował) rezolucje zakazujące tworzenia grup politycznych (frakcji) wewnątrz partii bolszewików pod rygorem usunięcia z organizacji. Był to faktyczny koniec demokracji wewnątrzpartyjnej i na kilkadziesiąt lat (po czasy Gorbaczowa) koniec jakiejkolwiek demokracji w Rosji. W ramach partii komunistycznych działalność prowadziły odtąd wyłącznie niejawne personalne grupy nacisku, grupy interesów, lub niejawne frakcje polityczne.
Równolegle do politycznego „przykręcenia śruby”, wobec katastrofalnej klęski głodu i ruiny upaństwowionej w całości ekonomiki kraju, bolszewicy, wprowadzając w roku 1921 tzw. Nową Politykę Ekonomiczną (NEP), zezwolili na powrót do reguł gospodarki rynkowej na wsi (swobodny handel żywnością) i w drobnym przemyśle konsumpcyjnym w miastach. Przywrócono wymienialną, opartą na złocie walutę (czerwoniec). W rękach państwa pozostały banki, handel zagraniczny, wielki i średni przemysł, zarządzane przez biurokrację. Partia bolszewików zachowała i utrwaliła monopol władzy politycznej i aparat policji politycznej. Dla legitymizacji zmiany polityki – i jednocześnie jako podbudowę ideologiczną walki z Trockim – Stalin wspierany przez Bucharina stworzył doktrynę budowy socjalizmu w jednym kraju. W perspektywie okazało się bardzo szybko, że koegzystencja „dwóch Rosji” – rynkowej i upaństwowionej – monopolu politycznego i pluralizmu ekonomicznego jest wobec utopijnej wizji bolszewików niemożliwa.
Uchwały X Zjazdu RKP(b) stały się dla Stalina narzędziem walki o władzę wewnątrz partii i bezwzględnej eliminacji rywali. Walka o sukcesję po Leninie – niekwestionowanym przywódcy bolszewików zaczęła się jeszcze za jego życia – gdy sparaliżowany po wylewach (koniec 1922) pozostawał na marginesie życia politycznego na daczy w Gorkach. Stalin, wybrany w 1922 r. na nowo utworzone stanowisko sekretarza generalnego (któremu podporządkowane były etatowy aparat partyjny i nominacje na stanowiska w terenie) wykorzystał swe możliwości w pełni. „Testament polityczny” Lenina, który poniewczasie zorientował się w charakteropatycznych predyspozycjach Stalina i zalecił (w grudniu 1922) Komitetowi Centralnemu pozbawienie go stanowiska – został po odczytaniu na plenum KC (w styczniu 1924 r. – po śmierci Lenina) – zignorowany z aprobatą Zinowiewa i Kamieniewa przy daremnych protestach Krupskiej i bierności Trockiego. Jego tekst utajniono (streszczono go jedynie delegatom na zjazd partii). W okresie stalinowskim samo posiadanie tekstu „testamentu politycznego” Lenina stanowiło już podstawę do aresztowania i wyroku z art. 58. – za „podżeganie do terroru” – poprzez wezwanie do usunięcia Stalina ze stanowiska.
Biuro Polityczne partii bolszewików tworzyli w roku 1923 Lenin, Trocki, Stalin, Zinowiew, Rykow, Tomski i Kamieniew jako pełni członkowie Biura, Bucharin, Kalinin, Mołotow i Rudzutak jako zastępcy członków. Jedynie nazwiska Stalina, Trockiego, Kamieniewa, Zinowiewa, Bucharina i Piatakowa (ówcześnie członka KC) wymienił Lenin w swym „testamencie politycznym” jako „wybitnych przywódców partyjnych”. Po śmierci Lenina Stalin najpierw w sojuszu z Zinowiewem i Kamieniewem wyeliminował (1925–1926) najgroźniejszego rywala – Trockiego – usuwając go najpierw ze stanowiska komisarza wojny – zwierzchnika Armii Czerwonej (1925), potem z Politbiura (1926), następnie sprzymierzywszy się z Bucharinem (i członkami Politbiura – Aleksiejem Rykowem – premierem ZSRR (następcą Lenina na tym stanowisku) i przywódcą związków zawodowych Michaiłem Tomskim) pozbawił władzy, miejsca w Politbiurze i stanowisk Zinowiewa (do tej pory szefa organizacji partyjnej w Leningradzie) i Kamieniewa (zajmującego analogiczne stanowisko w Moskwie) (1927).

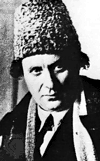
Grigorij Zinowjew

Cały czas Stalin przedstawiał się jako człowiek umiaru, który musi uchronić partię i jej władzę przed ekstremistami. Jednocześnie z sukcesem stosował socjotechnikę określoną później jako taktyka salami (stopniowa, lecz systematyczna eliminacja rywali (traktowanych z definicji jako przeciwnicy) plasterek po plasterku).
Po usunięciu Zinowiewa i Kamieniewa przyszła zatem kolej na Bucharina, Rykowa, Tomskiego i ich sojuszników, połączona z rewizją polityki gospodarczej partii – przymusową kolektywizacją rolnictwa i wprowadzeniem polityki przyśpieszonego uprzemysłowienia (kosztem drenażu zasobów wsi) – szerokich inwestycji w przemysł ciężki – infrastrukturę przemysłu zbrojeniowego. Polityka ta była odtąd, aż po kres systemu komunistycznego prowadzona w formie tzw. planów pięcioletnich. System obozów koncentracyjnych i związanej z nimi pracy przymusowej rozszerzył się po roku 1929 skokowo (przeobrażając się w sołżenicynowski archipelag) i obejmował stale już nie kilkaset tysięcy jak uprzednio – a kilka milionów więźniów łagrów – darmową siłę roboczą wielkich budów planowej industrializacji.
Po usunięciu z Biura Politycznego (1929–1930) Bucharina, Rykowa i Tomskiego – sprzeciwiających się rewizji polityki NEP-u, poddano wieś w latach 1930–1933 przy użyciu terroru policyjnego i sprowokowanej klęski głodu pełnej kontroli państwa likwidując jej gospodarczą autonomię i przekształcając gospodarzy w robotników rolnych. Byli oni pozbawieni możliwości opuszczenia miejsca zamieszkania (bez prawa posiadania wprowadzonych wówczas dowodów osobistych) i głodowo opłacani. Konsekwencjami kolektywizacji były katastrofa rolnictwa w ZSRR (masowe wybijanie inwentarza, którego pogłowie do roku 1960 nie przekroczyło poziomu roku 1929) i klęska głodu 1932–1933, która pochłonęła kilka milionów istnień ludzkich.
W dalszej zaś perspektywie zniszczenie prywatnego rolnictwa spowodowało utratę przez Rosję – do dzisiaj – samowystarczalności w zakresie produkcji żywnościowej. Ówcześnie – kolektywizacja dawała możliwość eksportu zboża za twardą walutę po cenach dumpingowych – co było podstawą importu maszyn i półproduktów dla programu uprzemysłowienia – bez konieczności liczenia się z rachunkiem ekonomicznym i nastrojami społecznymi.
Zlikwidowano sektor prywatny w drobnym przemyśle i handlu, wprowadzono system kartkowy, drakońskie przepisy o dyscyplinie pracy w mieście i na wsi – de facto gospodarkę wojenną w czasie pokoju. Pieniądz utracił znaczenie wymienne, walutę złotą wycofano z obiegu, brak wszystkich towarów konsumpcyjnych i kolejki stały się normą, stworzono system sklepów specjalnych Torgsin. System priorytetu sektora przemysłu ciężkiego – zbrojeniowego i wojennej gospodarki niedoboru stworzony wówczas przetrwał do upadku systemu komunistycznego w ZSRR i podporządkowanych mu państwach satelickich.
Jednocześnie budowa zakładów przemysłu ciężkiego stworzyła podstawy do gigantycznego programu zbrojeń. Program zbrojeń miał umożliwić w przyszłości podjęcie ekspansji zagranicznej komunizmu, której tamę położyła w roku 1920 klęska Armii Czerwonej w wojnie z Polską, zaś w roku 1923 ostatecznie pogrzebało ją fiasko rewolucji w Niemczech – największym kapitalistycznym państwie Europy. Doktryna polityczna ZSRR przedstawiona publicznie przez Stalina już w roku 1926 na zjeździe WKP(b) przewidywała oczekiwanie na II wojnę światową pomiędzy państwami imperialistycznymi, którą ZSRR miał wykorzystać do rozszerzenia systemu komunistycznego na całą Europę i stworzenia europejskiego, a w konsekwencji światowego systemu republik sowieckich.
Po usunięciu Bucharina Stalin pozostawał jedynym u władzy członkiem leninowskiego Biura Politycznego. Nie był jednak jeszcze absolutnym, niekwestionowanym dyktatorem. W latach 1929–1934 w ZSRR rządziła faktycznie oligarchia, na której czele stał oczywiście Stalin, lecz w której skład wchodzili inni starzy bolszewicy, którzy wsparli go w walkach frakcyjnych lat dwudziestych przeciw kolejnym konkurentom do władzy w Biurze Politycznym stanowiącym do połowy lat trzydziestych faktyczny ośrodek władzy w partii bolszewickiej i w konsekwencji w ZSRR. Częściowo czynili to z pobudek oportunistycznych – chęci udziału we władzy i jej przywilejach – częściowo z powodów merytorycznych – uważając Stalina za pragmatycznego, umiarkowanego przywódcę, a szybkie uprzemysłowienie poza rachunkiem ekonomicznym i kolektywizację – jako pożądany kierunek modernizacji ZSRR – przekształcenia go w państwo uprzemysłowione, zamieszkane przez robotników, których uważali przynajmniej werbalnie za klasę postępową i panującą. Uprzemysłowienie traktowali jako narzędzie wprowadzenia swej wizji ustroju socjalistycznego i rozszerzenia go siłą (poprzez tzw. marsze wyzwoleńcze) na sąsiadów ZSRR.
Najwybitniejszą postacią spośród tych ludzi był Siergiej Kirow. Należeli do nich również w stalinowskim już Biurze Politycznym: Walerian Kujbyszew, Sergo Ordżonikidze, Jan Rudzutak, Stanisław Kosior, niekiedy popierał ich Michaił Kalinin. Należeli do starych bolszewików, posiadali samodzielną pozycję polityczną i poparcie grup swych zwolenników w Komitecie Centralnym i w lokalnych organizacjach partyjnych, którymi kierowali (np. Kirow – w Leningradzie, Kosior – jako I sekretarz KP Ukrainy), czy aparacie rządowym (Ordżonikidze – kluczowy komisariat przemysłu ciężkiego i Najwyższej Rady Gospodarki Narodowej (WSNCh) – zwierzchnika administracyjnego całego przemysłu, Kujbyszew – szef Gospłanu – organu planowania gospodarczego). W żadnym przypadku nie byli marionetkami Stalina i byli gotowi akceptować jego przywództwo jedynie w pewnych ramach.
Udowodniła to w roku 1932 tzw. sprawa Riutina. W czerwcu 1932 r. w trakcie klęski głodu stary bolszewik, uprzednio zwolennik Bucharina, Martemian Riutin i grupka niższych działaczy napisali „Odezwę do wszystkich członków WKP(b)” i zaczęli ją rozpowszechniać. W dokumencie pisali o zniszczeniu wsi, upadku autentycznego planowania, rządach bezprawia i terroru w partii i kraju sprawowanych przez niegodziwych, przebiegłych ludzi bez zasad gotowych na rozkaz z góry zmienić zdanie dziesięć razy, karierowiczów, pochlebców i lokajów. Stwierdzali, że Bucharin, Rykow i Tomski mieli rację w sprawach gospodarczych, zaś Trocki w swej krytyce reżimu w partii. Konkluzja odezwy brzmiała: Stalin i jego klika nie zechcą i nie potrafią dobrowolnie oddać swoich stanowisk, muszą być więc usunięci siłą i należy zrobić to jak najszybciej.
Stalin uznał odezwę za wezwanie do zamordowania go i zażądał egzekucji Riutina. 23 września 1932 Riutin został wykluczony z partii i aresztowany (OGPU oraz później NKWD nie miały formalnie prawa aresztować członków partii bez zgody ich macierzystej organizacji partyjnej).  23 września 1932 Riutin został ponownie wykluczony z WKP(b) i aresztowany. Stalin miał zdaje się nadzieję, że OGPU zabije Riutina bez wciągania w to władz politycznych. OGPU przedstawiło jednak sprawę Biuru Politycznemu. Tu Kirow wystąpił gwałtownie przeciwko zastosowaniu kary śmierci i przekonał do siebie większość członków Politbiura. Stalina poparł tylko Kaganowicz. Po raz pierwszy Stalin napotkał silny opór własnych sprzymierzeńców. Oznaczało to, że nie uzyska ich zgody na egzekucję członków partii za czysto polityczne wykroczenia. Przełamanie tego oporu zajęło Stalinowi ponad cztery lata (do września 1936 – lutego 1937). Również tajna policja OGPU nadal uważała się za podporządkowaną Politbiuru – a nie osobiście Stalinowi. Riutina skazano na dziesięć lat więzienia. Został zamordowany w roku 1937, wraz ze swymi obrońcami z władz WKP(b) z roku 1932.
Sojusznicy Stalina nie przyjęli do wiadomości, że nie zna on pojęcia partnerstwa, a „taktykę salami” uważa za życiową strategię. Stalin był bowiem zdecydowany przełamać wszelkie ograniczenia dla swej władzy w partii i w kraju. Ilustracją ewolucji pozycji Stalina w partii bolszewickiej jest następujące zestawienie: w roku 1929 Stalin nie mógł aresztować i skazać Trockiego, swego najgroźniejszego rywala. Mógł go – zresztą po ostrej walce wewnątrz Politbiura – jedynie deportować za granice ZSRR. Nie mógł nawet zabrać Trockiemu jego osobistego archiwum (Trocki wywiózł je swobodnie na emigrację). W roku 1932 Stalin, choć potężniejszy, został przegłosowany w Biurze Politycznym w sprawie Riutina. Od marca 1937 r. wystarczyło, by podniósł słuchawkę i zadzwonił do NKWD, by dowolny człowiek w ZSRR, z członkami Komitetu Centralnego i Biura Politycznego partii bolszewickiej włącznie, pożegnał się z wolnością i życiem. Metodą tak zasadniczego przekształcenia pozycji Stalina było właśnie rozpętanie „wielkiej czystki” pod pretekstem terrorystycznych spisków organizowanych przez starych bolszewików.
Narzędziami operacji stać się miały tajna policja OGPU – NKWD, marionetki Stalina spośród starych bolszewików jak Łazar Kaganowicz czy Wiaczesław Mołotow i pokolenie młodszych działaczy partyjnych, którzy pragnęli szybkiego objęcia stanowisk partyjnych i państwowych zajmowanych przez starych bolszewików (Andriej Żdanow, Gieorgij Malenkow, Anastas Mikojan, Nikita Chruszczow i cała rzesza innych – w tym z postaci wówczas drugoplanowych: Michaił Susłow, Boris Ponomariow i Leonid Breżniew). Stalin stworzył również niepostrzeżenie oddaną sobie osobiście strukturę (całkowicie oddani wykonawcy – Aleksander Poskriebyszew (osobisty sekretariat), Ławrientij Beria (szef partii na Zakaukaziu), Andriej Wyszynski (prokurator generalny), Nikołaj Jeżow, Matwiej Szkiriatow, Lew Mechlis (wówczas funkcjonariusze aparatu partyjnego)) oraz własne struktury w obrębie, lub obok tajnej policji (tzw. Wydział Specjalny Komitetu Centralnego). Na drodze do pełni władzy Stalina stały natomiast dotychczasowe struktury organizacyjne partii bolszewickiej i jej tradycja. Przeszkodą dla jego planów byli starzy bolszewicy – dotychczasowi sprzymierzeńcy, którzy mogli połączyć się z częścią weteranów z antystalinowskich opozycji lat dwudziestych (zwłaszcza Bucharinem i Kamieniewem).
Stalin zdecydował się zatem przejąć pełnię władzy w partii bolszewickiej i w ZSRR poprzez wymordowanie starych bolszewików – weteranów partii leninowskiej. Ponadto zdecydował się sterroryzować społeczeństwo w stopniu dotąd nawet w ZSRR niewyobrażalnym i wymordować wszystkich tych, którzy choćby potencjalnie mogliby w sprzyjających warunkach (wojna) rzucić wyzwanie władzy partii bolszewików. Partia z nowym wyselekcjonowanym przywództwem miała być jedynie narzędziem w ręku dyktatora – a terror miał zniszczyć wszystkie potencjalne konkurencyjne wobec Stalina ośrodki decyzyjne, niezależne środowiska i więzi mogące stanowić podstawę społecznego oporu – do rodziny włącznie. Taka jest geneza wydarzeń lat 1934–1939 (które zamykają się symbolicznie pomiędzy XVII a XVIII Zjazdem WKP(b)) – zasadnicza przyczyna wielkiej czystki – eliminacji dotychczasowych bolszewickich elit władzy i wielkiego terroru – kaźni milionów zwykłych ludzi (por. np. mord w Winnicy). Rozwiązaniem jakie znalazł Stalin dla rozstrzygnięcia dylematu, w jakim znalazł się w kierownictwie WKP(b), było zorganizowanie zabójstwa Kirowa – dla przełamania oporu aparatu OGPU, przejęcia przez Stalina osobistej kontroli nad tajną policją i uzyskania niezbędnej zgody gremiów partyjnych na rozpętanie terroru wobec partyjnej elity władzy – starych bolszewików.

## Zabójstwo Kirowa
Ostatnim spektaklem poparcia starych bolszewików dla przywódcy był tzw. zjazd zwycięzców (XVII Zjazd WKP(b)) w 1934 roku, na którym pozwolono wystąpić przywódcom opozycji, którzy chwalili politykę Stalina i potępiali swoje dawne błędy. Na tym samym zjeździe dojść jednak miało do zakulisowych dyskusji na temat usunięcia Stalina i wysunięcia nowego, nieskompromitowanego przywódcy, którego upatrywano w Siergieju Kirowie – najpopularniejszym ówczesnym działaczu. Kirow nie przyjął tej propozycji i poinformował o niej Stalina. Pod koniec obrad Zjazdu w tajnym głosowaniu w wyborach na członków Komitetu Centralnego przeciwko Stalinowi oddano aż 292 głosy (na 1966 delegatów, z których 1108 miało zostać rozstrzelanych w ciągu następnych czterech lat). Komitet Centralny liczył 139 członków i zastępców członków, z których 99 miało umrzeć gwałtowną śmiercią w ciągu najbliższych pięciu lat, a ośmiu dalszych nieco później. Kontrolowana przez Stalina komisja skrutacyjna sfałszowała jednak wyniki i oficjalnie podała, że otrzymał on jedynie trzy głosy przeciw. Prawdopodobnie wtedy Stalin podjął decyzję o „wielkiej czystce”, która unicestwi partię leninowską i w ten sposób przekształci partię jedynie w narzędzie w jego ręku.
Późnym popołudniem 1 grudnia 1934 r. Kirow został zamordowany strzałem z pistoletu w plecy na korytarzu obok swego gabinetu na trzecim piętrze gmachu Instytutu Smolnego, gdzie mieściła się siedziba Leningradzkiego Komitetu WKP(b). Tego samego dnia Stalin pociągiem specjalnym osobiście pojechał do Leningradu wraz z Wiaczesławem Mołotowem i Gienrichem Jagodą, szefem NKWD, aby nadzorować śledztwo. Przesłuchiwany osobiście przez Stalina zamachowiec Leonid Nikołajew ujawnił wiele kompromitujących NKWD faktów, ale stwierdził, że Kirowa zabił, by wyrazić sprzeciw wobec biurokratyzacji partii i o swoich planach nie informował nikogo. Zabójstwo to do dzisiaj jest przedmiotem sporów historyków, z których część uznaje tę wersję za prawdziwą, a część dopatruje się rozkazu lub inspiracji Stalina oraz udziału funkcjonariuszy policji politycznej NKWD. Niezależnie od prawdziwych przyczyn Stalin postanowił wykorzystać zabójstwo dla własnych celów. Już 2 grudnia 1934 został ogłoszony – bez konsultacji i głosowania w Politbiurze – dekret o terrorze, przewidujący „tryb przyśpieszony” w sprawach o „akty terrorystyczne”, ich przygotowanie, podżeganie i pomocnictwo. Jednocześnie wyroki śmierci w sprawach o „terroryzm” miały być wykonywane bezzwłocznie (bowiem Prezydium CIK ZSRR nie widzi możliwości przyjmowania takich próśb do rozpatrzenia). Było to pierwsze i podstawowe narzędzie masowego terroru policyjnego następnych lat. Zabójstwem Kirowa obciążono pierwotnie „elementy kontrrewolucyjne”. Nieco później ogłoszono natomiast, że sprawca dokonał zamachu z politycznej inspiracji opozycji skupionej wokół Kamieniewa i Zinowiewa, których aresztowano 15 grudnia i 15 stycznia 1935 skazano na 10 (Zinowiew) i 5 lat więzienia (Kamieniew). Był to pierwszy proces Zinowiewa-Kamieniewa w związku ze sprawą Kirowa.

## Procesy moskiewskie

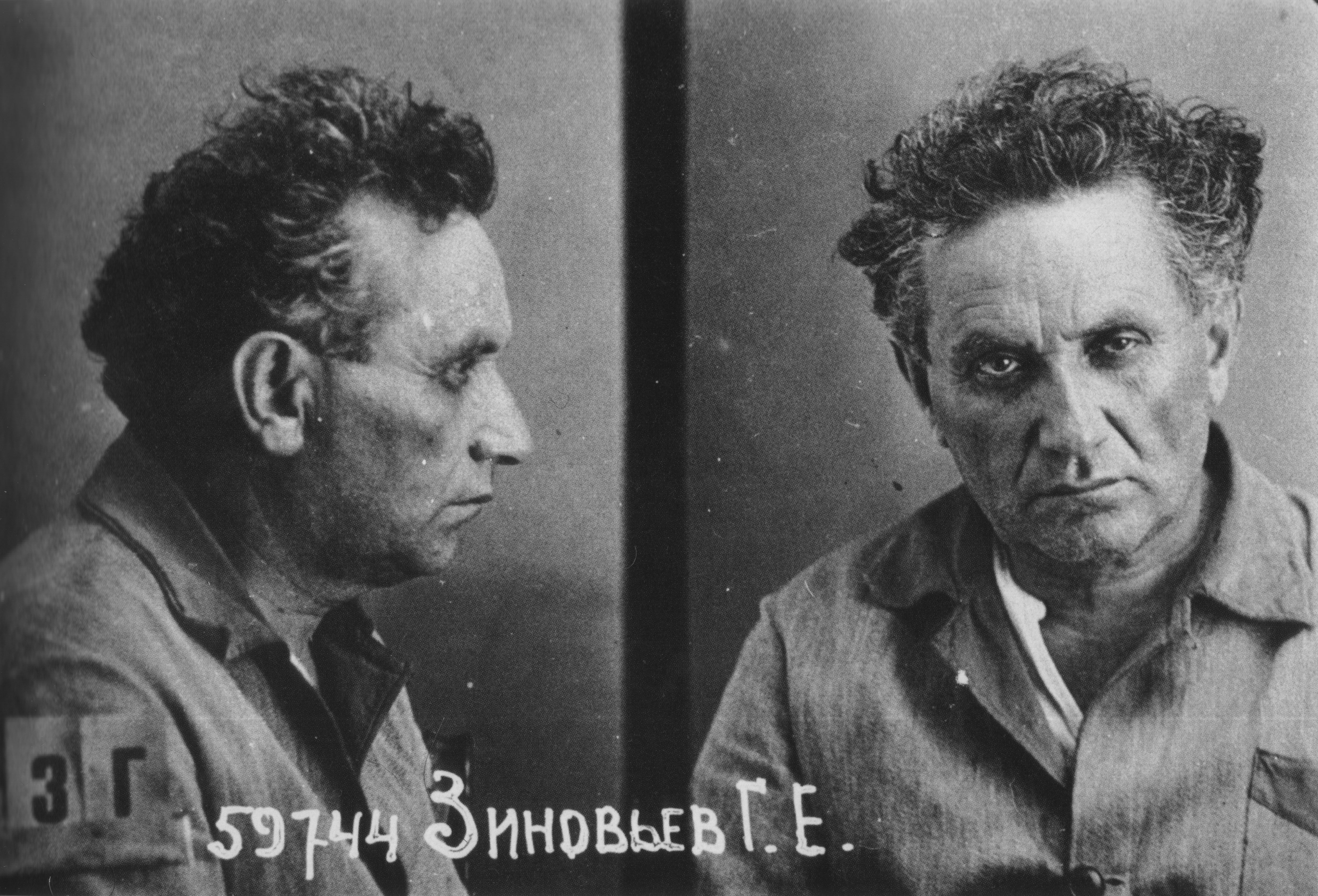
Grigorij Zinowjew po aresztowaniu przez NKWD, 1936

Stalin kierował wielką czystką poprzez ślepo mu posłusznych starych bolszewików jak Łazar Kaganowicz, Wiaczesław Mołotow, młodszych karierowiczów jak Andriej Żdanow, Ławrientij Beria, Gieorgij Malenkow, Anastas Mikojan i Nikita Chruszczow. Do bezpośrednich wykonawców tej polityki należeli: Aleksander Poskriebyszew (osobisty sekretariat), Ławrientij Beria (szef partii na Zakaukaziu), Andriej Wyszynski (prokurator generalny), Nikołaj Jeżow, Matwiej Szkiriatow, Lew Mechlis (wówczas funkcjonariusze aparatu partyjnego) specjalne struktury kontrolujące tajną policję (tzw. Wydział Specjalny Komitetu Centralnego). Na drodze do pełni władzy Stalina stały natomiast dotychczasowe struktury organizacyjne partii bolszewickiej i jej tradycja. Przeszkodą dla jego planów byli starzy bolszewicy – dotychczasowi sprzymierzeńcy, którzy mogli połączyć się z częścią weteranów z antystalinowskich opozycji lat dwudziestych (zwłaszcza Bucharinem i Kamieniewem).
Po zabójstwie Kirowa przez ponad rok nastąpił pozorny spokój. Poza kulisami Józef Stalin przygotowywał procesy pokazowe. 26 stycznia 1935 zmarł w niewyjaśnionych do dziś okolicznościach Walerian Kujbyszew (członek frakcji umiarkowanej w Politbiurze). 25 maja 1935 Komitet Centralny WKP(b) rozwiązał Stowarzyszenie Starych Bolszewików, a 25 czerwca Stowarzyszenie Katorżników Politycznych i Zesłańców – organizację zrzeszającą „starych bolszewików” i publikującą ich prace i wspomnienia. Był to wstęp do całkowitej rewizji historii partii bolszewickiej zgodnie z bieżącą wizją Stalina, przecinania więzi społecznych w ramach czystki, polityki wykluczania społecznego „starych bolszewików” i eliminacji tradycji partyjnej na rzecz stalinowskiej mitologii. Równolegle oficjalnym okólnikiem wycofano z bibliotek wszystkie książki autorstw Trockiego, Kamieniewa i Zinowiewa. W lutym 1935 Nikołaj Jeżow, do tej pory kierownik Wydziału Kadr KC WKP(b) został równolegle członkiem Sekretariatu KC (w miejsce Kirowa) i przewodniczącym Komisji Kontroli Partyjnej. W czerwcu 1935 Andriej Wyszynski został prokuratorem generalnym ZSRR.
W czerwcu 1935 wydalony z WKP(b) i usunięty ze stanowiska sekretarza CIK ZSRR został Awel Jenukidze pod pretekstem tolerowania „elementów kontrrewolucyjnych” w obsłudze Kremla i usunięty ze stanowiska został szef ochrony Kremla Peterson (wraz z pełną wymianą kadry ochrony Kremla). Uwięziony od grudnia 1934 Lew Kamieniew został (w swym drugim w 1935) procesie skazany na 10 lat izolatora za „inspirację” terrorystycznego spisku na Kremlu. Stalin nie był jednak nadal w stanie przeprowadzić przez statutowe organy partyjne decyzji o egzekucji Zinowiewa i Kamieniewa. W konsekwencji przyjął opcję spreparowanego spisku terrorystycznego w oparciu o zeznania wymuszone na już więzionych członkach opozycji wewnątrzpartyjnych i prowokatorach NKWD. Jednocześnie publicznie Stalin zachowywał pozory utrzymywania kursu umiarkowanego – Karol Radek i Nikołaj Bucharin opracowywali nową, formalnie gwarantującą swobody obywatelskie Konstytucję ZSRR (przyjętą ostatecznie w roku 1936 i zwaną przez lata – do śmierci Stalina – „konstytucją stalinowską”).
W lutym 1936 roku kierownik Tajnego Wydziału Politycznego Głównego Zarządu Bezpieczeństwa Państwowego (GUGB) NKWD ZSRR Gieorgij Mołczanow zwołał naradę 40 wysokich funkcjonariuszy NKWD, którym zakomunikował, że NKWD „wykryło” wielki spisek na życie przywódców partii bolszewickiej i państwa. Przywódcy opozycji rzekomo zorganizowali sieć terrorystyczną w całym ZSRR. Mołczanow oświadczył, że Politbiuro uznało dowody istnienia spisku za całkowicie wiarygodne, zaś funkcjonariusze – oddelegowani od swych bieżących obowiązków – mają jedynie wydobyć wszystkimi możliwymi środkami przyznanie się do winy. Dla obecnych było oczywiste, że zarzuty są sfingowane.
Ludowy komisarz spraw wewnętrznych Gienrich Jagoda nakazał, by w razie konieczności (nieprzyznanie się do winy, odmowa składania zeznań) nie cofnąć się nawet przed stosowaniem tortur. Oskarżeni podpisywali podyktowane przez śledczych zeznania, co było spowodowane ciężkimi warunkami w więzieniu (na przykład wysoka temperatura w jednoosobowej celi) i stosowaniem tortur. W owym czasie w celu wymuszenia zeznań oskarżeni byli bici, grożono im zabiciem członków rodziny. Często też w sali przesłuchań umieszczano lustro. Miało ono pokazać przesłuchiwanym, jak mocno się zmienili w wyniku tortur. Przesłuchania trwały wiele godzin. Z braku snu przesłuchiwani nie byli często świadomi tego, co zeznają. Potem dostawali papierosy i żywność. Miało zachęcić ich to do złożenia dalszych fałszywych zeznań. Przed rozprawą następowało kolejne przesłuchanie, podczas którego śledczy mieli ostatecznie sprawdzić, czy podsądni złożą właściwe zeznania. Enkawudzista mówił również przesłuchiwanemu, żeby przyznał się do winy dla dobra partii bolszewickiej. Często też oskarżonym mówiono, że w razie wyrażenia skruchy wyrok jest fikcją, a tak naprawdę skazanemu darowane jest później życie.
18 czerwca w tajemniczych okolicznościach zmarł pisarz Maksym Gorki. O jego otrucie oskarżono wiele osób, które padły ofiarami wielkiej czystki. Możliwe jest, iż został on zabity przez Jagodę, gdyż NKWD miało do swojej dyspozycji świetnie wyposażone laboratorium, w którym eksperymentowano z niepostrzeżenie działającymi, skutecznymi truciznami.
19 sierpnia 1936 r. rozpoczął się „proces szesnastu” – oficjalnie: „Proces trockistowsko-zinowjewowskiego centrum terrorystycznego”.
Oskarżono Zinowiewa, Kamieniewa, Grigorija Jewdokimowa, Iwana Smirnowa, Siergieja Mraczkowskiego, którzy pokonali admirała Kołczaka w krytycznym momencie wojny domowej i jedenastu innych oskarżonych o trockizm, współudział w zamachu na Kirowa, przygotowywanie zamachu na członków Politbiura oraz szpiegostwo na rzecz m.in. Polski i Niemiec. Oskarżyciel Andriej Wyszynski zażądał najwyższego wymiaru kary – rozstrzelania. W swojej mowie oskarżycielskiej domagał się, by wszystkie te wściekłe psy rozstrzelano. Nie było żadnych dowodów winy, sąd opierał się jedynie na zeznaniach oskarżonych, którzy przyznali się do stawianych im zarzutów. Wielu z nich zrobiło to z ideowych pobudek, kierowała nimi partyjna samodyscyplina. Uważali, że umierają dla dobra bolszewizmu. Zinowiew podczas procesu powiedział: Mój wypaczony bolszewizm przekształcił się w antybolszewizm i poprzez trockizm doszedł do faszyzmu. Trockizm to odmiana faszyzmu. Kamieniew poprosił sąd o najwyższy wymiar kary: Po raz trzeci staję przed sądem proletariatu. Dwukrotnie darowano mi życie, ale wielkoduszność proletariatu ma swoje granice (…) Niezależnie od tego, jaką karę wymierzy mi sąd, uznam ją za sprawiedliwą. Po sześciu dniach procesu sąd skazał wszystkich szesnastu oskarżonych na śmierć. Prawo gwarantowało oskarżonym możliwość wniesienia apelacji w ciągu 72 godzin od ogłoszenia wyroku, jednak wyroki wykonano już po 24 godzinach w Moskwie, na dziedzińcu więzienia na Łubiance. Dzieci Kamieniewa zabito kilka lat później.
Wydaje się, że Jagoda został wprowadzony w błąd przez Stalina, który zapewnił go, że Zinowiew i Kamieniew nie zostaną rozstrzelani. Istnieją relacje o potajemnej obstrukcji wewnątrz NKWD, która polegała na takim formułowaniu pytań przez śledczych, by chronić w pewnym zakresie przesłuchiwanych. Według Roberta Conquesta opór Jagody ujawnił się po egzekucji uczestników pierwszego procesu. Mógł on dojść do głosu jedynie w dyskusji o dalszym losie Bucharina i Rykowa. Obaj, pomimo oskarżeń, które padły publicznie na procesie Zinowiewa-Kamieniewa zachowali na razie swoje stanowiska: Bucharin – redaktora naczelnego Izwiestii, Rykow – komisarza ludowego ZSRR żeglugi śródlądowej. Obaj pozostawali też do lutego 1937 zastępcami członków KC WKP(b) i tylko Komitet Centralny WKP(b) mógł wyrazić, w trybie uchwały, zgodę na ich aresztowanie przez NKWD.
W konsekwencji dla eskalacji czystki przez Stalina niezbędne były usunięcie relatywnie niezależnego Jagody z funkcji szefa NKWD i usunięcie z aparatu NKWD lojalnych wobec niego ludzi.
25 sierpnia 1936 Stalin i Żdanow, przebywający na urlopie w rezydencji Stalina w Soczi wysłali do Kaganowicza, Mołotowa i „innych członków Biura Politycznego” następujący telegram:

Uważamy za absolutnie konieczne i pilne mianowanie tow. Jeżowa na stanowisko ludowego komisarza spraw wewnętrznych. Jagoda wyraźnie nie stanął na wysokości zadania w sprawie zdemaskowania bloku trockistowsko-zinowjewowskiego. OGPU spóźnił się w tej sprawie o cztery lata. Mówią o tym wszyscy pracownicy partyjni i większość obwodowych przedstawicieli NKWD.

Następnego dnia Mołotow – przewodniczący Rady Komisarzy Ludowych ZSRR (premier rządu ZSRR) wykonał nieformalne polecenie Stalina. 26 września 1936 szefem NKWD został Nikołaj Jeżow. Posłużyło to jednocześnie usunięciu Rykowa ze stanowiska komisarza ZSRR żeglugi śródlądowej. Na jego miejsce przesunięto Jagodę. Nominacja Jeżowa, dotychczas przewodniczącego Centralnej Komisji Kontroli WKP(b) i – po śmierci Kirowa – jednego z czterech sekretarzy KC WKP(b), charakteropaty uzależnionego w całej swej karierze od Stalina i oddanego mu, była zapowiedzią terroru NKWD w niestosowanej dotąd w ZSRR skali.

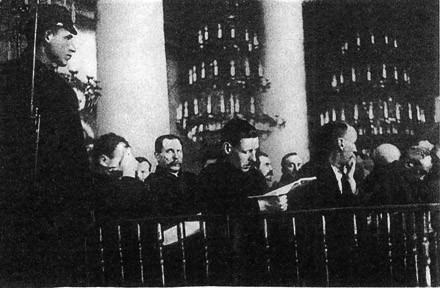
Ława oskarżonych w drugim procesie moskiewskim

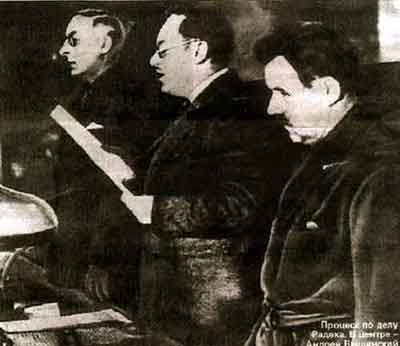
Andriej Wyszynski wygłaszający akt oskarżenia w procesie Piatakowa-Radka, 23 stycznia 1937

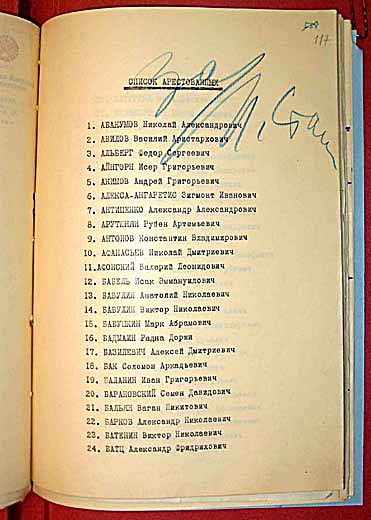
Jedna z list proskrypcyjnych – zbiorowych wyroków śmierci podpisanych przez Stalina, pod nr 12 Izaak Babel

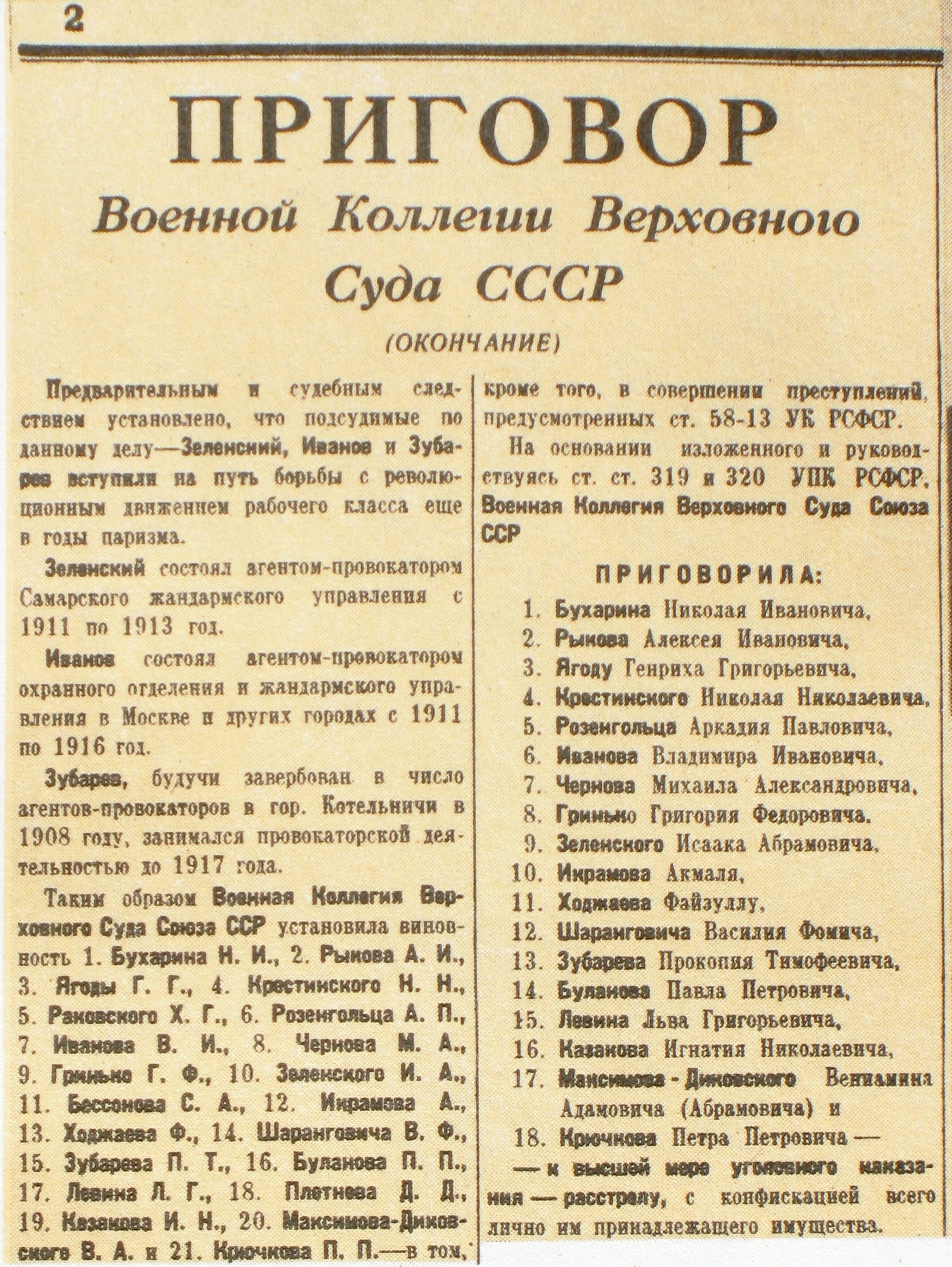
Notatka prasowa z konkluzją wyroku w III procesie moskiewskim

23 stycznia 1937 r. rozpoczął się tzw. „proces siedemnastu” – oficjalnie „Proces alternatywnego antysowieckiego centrum trockistowskiego”.
Oskarżeni mieli rzekomo być członkami skupionej wokół Trockiego opozycji. Postawiono im zarzuty szpiegostwa na rzecz Niemiec i Japonii, planowania sabotażu, utrudniania kolektywizacji i industrializacji. I tym razem wszyscy przyznali się do winy. Poprosili sąd o wydanie wyroków skazujących. Najważniejszym oskarżonym był Jurij Piatakow, który był członkiem Komitetu Centralnego i zastępcą Ordżonikidze – wicekomisarzem przemysłu ciężkiego – faktycznie kierującym industrializacją i zarządzającym przemysłem. Dla „dobra partii” był on w poprzednim procesie świadkiem oskarżenia. Składał fałszywe zeznania przeciwko Kamieniewowi i Zinowiewowi, na prośbę swojego szefa, ludowego komisarza przemysłu ciężkiego Sergo Ordżonikidzego zgodził się współpracować z NKWD w zamian za obietnicę darowania życia.
W czasie procesu Piatakow zeznał, że spotkał się w Norwegii z Trockim. Po dementi Trockiego zarząd lotniska, na którym miał wylądować oświadczył, że w tym czasie nie lądował tam żaden samolot z ZSRR. Piatakow miał spotkać się z wysłannikiem Trockiego w hotelu w Kopenhadze – okazało się, że hotel o tej nazwie został kilka lat wcześniej zburzony. Mistyfikacja NKWD była oczywista. Prócz Piatakowa zostali skazani na śmierć: Leonid Sieriebriakow, Nikołaj Murałow i dziesięciu innych oskarżonych. Karol Radek (który jeszcze rok wcześniej na łamach gazety „Izwiestii” krytykował Trockiego i jego zwolenników) dostał 10 lat łagru (dwa lata później zabili go tam – według oficjalnej wersji – więźniowie kryminalni). Radek nie zginął od razu, gdyż na procesie demaskował innych rzekomych trockistów. Oskarżony o przygotowywanie zamachu na swojego szefa kierowca Mołotowa – prowokator NKWD Stroiłow – został skazany na 8 lat pozbawienia wolności.
Bezpośrednio po procesie odbyło się plenum KC WKP(b), na którym oponenci Stalina ostatni raz próbowali powstrzymać czystkę. W przeddzień wyznaczonego terminu plenum Sergo Ordżonikidze został zmuszony do samobójstwa przez NKWD, lub zamordowany. Plenum zakończyło się uchwaleniem zgody na aresztowanie Bucharina, Rykowa i Jagody (członków Komitetu Centralnego) przez NKWD. Otworzyło to drogę do masowych aresztowań dokonywanych przez podległe już wyłącznie Jeżowowi i Stalinowi NKWD.
2 marca 1938 r. rozpoczął się „proces dwudziestu jeden” – oficjalnie „Proces bloku prawicowo-trockistowskiego”.
Oskarżeni:
- Aleksiej Rykow – b. premier ZSRR (do 1930 r.), później ludowy komisarz łączności, przeciwnik przymusowej kolektywizacji i stalinowskiej industrializacji
- Nikołaj Krestinski – członek pierwszego składu Biura Politycznego RKP (b) (1919), b. ludowy komisarz finansów, b. ambasador ZSRR w Berlinie, zastępca ludowego komisarza spraw zagranicznych ZSRR (1930–1937)
- Arkadij Rozengolc – były ambasador ZSRR w Wielkiej Brytanii, od 1930 komisarz ludowy handlu zagranicznego ZSRR
- Gienrich Jagoda – szef OGPU i NKWD ZSRR
- Christian Rakowski – były I sekretarz KC KP Ukrainy, b. ambasador ZSRR w Londynie i Paryżu
- Nikołaj Bucharin – do listopada 1929 r. członek Biura Politycznego, redaktor naczelny „Prawdy” i przewodniczący Kominternu, od stycznia 1934 do stycznia 1937 – redaktor naczelny „Izwiestii”
- Hryhorij Hryńko – ludowy komisarz finansów ZSRR, zastępca przewodniczącego Komisji Planowania
- Wasil Szaranhowicz – I sekretarz KC KP Białorusi
- Akmal Ikramow – I sekretarz KC KP Uzbekistanu
- Isaak Zielenski – b. członek Orgbiura, b. I sekretarz KC KP Uzbekistanu (1929-31), przewodniczący związku spółdzielczego Centrosojuz
- Fajzułła Chodżajew – b. przewodniczący Rady komisarzy ludowych (premier) Uzbeckiej SRR
- Michaił Czernow – 1934-37 ludowy komisarz rolnictwa ZSRR
- Władimir Iwanow – b. I sekretarz KC KP Uzbekistanu (1925–1927), były komisarz ludowy przemysłu leśnego ZSRR, sekretarz Orgbiura RKP (b)
- byli osobiści sekretarze Jagody, Kujbyszewa i Maksyma Gorkiego
- trzech lekarzy oskarżonych o zabójstwo Gorkiego i jego syna
- kilku mniejszej rangi urzędników państwowych

Oskarżeni mieli być członkami antyradzieckiego prawicowo-trockistowskiego bloku. Oskarżono ich też o szpiegostwo na rzecz Niemiec, Wielkiej Brytanii, Japonii, Polski, współudział w zabójstwie Kirowa oraz planowanie sabotażu w przemyśle zbrojeniowym. Informacje o ich rzekomej winie uzyskano od oskarżonych w „procesie szesnastu”. Tym razem nie wszystko poszło po myśli śledczych. Krestinski nie przyznał się do winy. Jednakże następnego dnia uznał słuszność stawianych mu zarzutów. Zapewne postąpił tak pod wpływem tortur. Jagoda początkowo również bronił się, ale po kilkugodzinnej przerwie przyznał się do stawianych mu zarzutów. Funkcjonariuszom NKWD udało się w pełni złamać Bucharina. Uznał, że zasługuje na „dziesięciokrotne rozstrzelanie”, i że jest przywódcą bloku. Po dwunastu dniach procesu sąd skazał osiemnastu oskarżonych na śmierć, trzech na kary pozbawienia wolności. Był to ostatni z trzech pokazowych procesów moskiewskich.
Pierwotnie, w stan oskarżenia miało zostać postawionych kilkaset osób, które zostały w tym celu przywiezione z rozsianych po całym kraju więzień. Jednakże w trzech procesach moskiewskich na ławie oskarżonych zasiadły w sumie 54 osoby. Początkowo przewidzianych do postawienia przed sądem było więcej, ale niektórych zabito w fazie śledztwa. Było to spowodowane obawą przed ujawnieniem przez nich na sali sądowej niewygodnych dla Stalina faktów, na przykład stosowania podczas śledztwa tortur. Jednym z zabitych w ten sposób był Martemian Riutin. Mimo trwających dwa miesiące tortur, nie przyznał się do winy.
Pomimo prowadzonej przez Trockiego (poprzez „Biuletyn Opozycji”) i socjalistyczną emigrację rosyjską (Borys Nikołajewski) kampanii informacyjnej, większość światowej opinii publicznej, dezinformowana przez INO NKWD była zdezorientowana co do sytuacji panującej w ZSRR i prawdziwości stawianych oskarżonym zarzutów. Miały na to wpływ informacje rozpowszechniane przez sowieckich agentów wpływu, w tym korumpowanego ambasadora USA w Moskwie Josepha Daviesa, „użytecznych idiotów”, jak Lion Feuchtwanger i propagandę Kominternu.

## Życie codzienne podczas terroru
Terror obejmował nie tylko funkcjonariuszy WKP(b) i aparatu państwa sowieckiego. Objęte terrorem były wszystkie warstwy społeczne, według z góry narzuconego rozdzielnika. Aleksander Weissberg-Cybulski opisywał mechanizm socjotechniczny czystki na przykładzie rozmów z Braudem, śledczym NKWD, który sam został aresztowany i trafił do jego celi. Braude, naciskany przez Weissberga przyznaje, że wedle jego wiedzy żaden z przesłuchiwanych przez niego więźniów nie był szpiegiem, ale torturami wymuszał na nich fałszywe zeznania, bo w przeciwnym razie „trafiłby tutaj już rok wcześniej”. Braude nie dostał nigdy rozkazu stosowania tortur, ale brak efektów śledztwa (czyli zeznań) był w strukturach NKWD traktowany jako sabotaż i karany naganą, a przy dalszych „uchybieniach” aresztowaniem. Braude utrzymywał, że nigdy nie widział pisemnego rozkazu stosowania przemocy, jednak system rozliczania śledczych z efektów, tolerowanie przemocy oraz aluzyjnie przekazywane przez przełożonych groźby konsekwencji w razie braku „efektów” powodowały, że torturowanie podejrzanych było jedyną logiczną konsekwencją.
Pod fałszywymi zarzutami skazywano zwykłych ludzi na śmierć. Ludowy Komisariat Spraw Wewnętrznych podejmował działania mające na celu to zatuszować. Bardzo często wyrok śmierci opisywany był w oficjalnych radzieckich dokumentach jako 10 lat więzienia bez prawa do korespondencji. Ludzie, którzy do niedawna bawili się na wystawnych bankietach, szastali pieniędzmi i korzystali z mnóstwa przywilejów, spadali na samo dno. Wielu ludzi znikało po cichu. Znajomi takiego człowieka nie przyznawali się do znajomości z nim, by nie podzielić jego losu. Następnego dnia po zniknięciu sąsiada nikt nie interesował się nim, tak jakby on nigdy nie istniał. Powoli odsuwano się od jego rodziny, która w końcu także znikała, a na ich miejsce, często nocą, wprowadzali się nowi ludzie. Nierzadko byli oni prowokatorami NKWD. Mieli za zadanie zbadać otoczenie oskarżonego. Również na nich przyszedł czas strachu i obawy o swoje życie. Przykładem człowieka, który zniknął w nocy jest Nikołaj Krylenko, pierwszy głównodowodzący sił bolszewickich. Następnie został prokuratorem i oskarżał wielu niewinnych ludzi. Został odwołany ze stanowiska. Stalin zapewnił go o swojej sympatii do niego. Krylenko przestał obawiać się o swoje życie. Wówczas NKWD aresztowało go.
W lipcu 1937 r. Jeżow wydał Rozkaz NKWD Nr 00447, który był podstawą represjonowania setek tysięcy ludzi jako „elementów antysowieckich”. Rejonowe komendy NKWD otrzymały wyznaczone kwoty osób do rozstrzelania lub uwięzienia (określane jako kontyngenty). Rozkaz tworzył „trójki NKWD” dla poszczególnych rejonów ZSRR, złożone z miejscowego oficera NKWD, przedstawiciela partii komunistycznej oraz rejonowego prokuratora, i ferujące wyroki śmierci lub wyrok 8–10 lat Gułagu. Oskarżonego sądzono zaocznie, bez udziału obrońcy i oskarżyciela. Rozpatrywanie sprawy jednej osoby trwało ok. 10 minut. Wyrok śmierci przez rozstrzelanie wykonywano natychmiast. Często, gdy do budynku wchodzili funkcjonariusze NKWD, przypadkowi ludzie popełniali samobójstwo, bojąc się, że enkawudziści przyszli po nich. Inni chodzili chętnie na wiece poparcia dla aparatu stalinowskiego, gdzie gratulowali tajnym służbom wykrycia rzekomych wrogów i domagali się znalezienia dalszych winnych. Nie gwarantowało im to jednak przeżycia i często sami padali ofiarami czystki.

### Sytuacja dzieci
Aresztowania, zgodnie z rozkazem nr 00486, obejmowały także członków rodzin. Szczególnie dramatyczna była sytuacja dzieci, które podczas aresztowania rodziców były przez funkcjonariuszy pozostawiane na pastwę losu lub umieszczane w sierocińcach. Groźba umieszczenia dzieci w przepełnionych sierocińcach, w których panowały wyjątkowo złe warunki sanitarne oraz przemoc, była jednym ze środków przymusu stosowanych przez NKWD do wymuszania zeznań na rodzicach.
W samych latach 1934–1935 przez ośrodki opiekuńcze milicji przewinęło się ponad 840 tys. bezdomnych dzieci, z kolei w sierocińcach pod koniec 1934 roku znajdowało się ponad 330 tys. dzieci. Rosnąca liczba dzieci pozbawionych opieki i środków do życia znacząco zwiększyła ilość bezprizornych, czyli nieletnich, którzy z konieczności żyli w grupach utrzymując się z żebractwa, kradzieży lub bandytyzmu. Wobec lawinowego wzrostu ich liczby w 1935 roku władze ZSRR przyjęły ustawę, która rozciągała odpowiedzialność karną na dzieci, obniżając jej wiek do 12 lat. Dla ich przetrzymywania utworzone zostały specjalne dziecięco-młodzieżowe kolonie pracy przymusowej, do których w następnych latach skierowano ponad 100 tys. dzieci w wieku 12–16 lat. Decyzja ta wzbudziła wiele kontrowersji wśród zwolenników komunizmu na Zachodzie.
Dzieci aresztowanych rodziców, które pozostały na wolności pod opieką dalszej rodziny lub starszego rodzeństwa były dyskryminowane w szkołach. Aktywiści partyjni i komsomolcy wypominali im przynależność do klasy „wrogów ludu” oraz „zdradę” rodziców.

## Czystka w Armii Czerwonej
Jedyną strukturą niepodlegającą władzy Stalina po wydarzeniach lutego 1937 była Armia Czerwona, zachowująca neutralność wobec dotychczasowych wydarzeń politycznych w ZSRR. Następnym krokiem Stalina było złamanie korpusu oficerskiego Armii Czerwonej (niepodlegającego do tego czasu jurysdykcji NKWD).

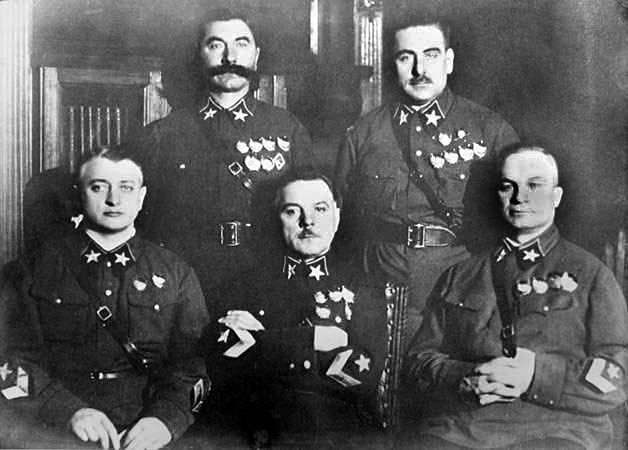
Pierwszych pięciu marszałków ZSRR 1935 (od lewej: Michaił Tuchaczewski, Siemion Budionny, Klimient Woroszyłow, Wasilij Blücher i Aleksandr Jegorow)

Michaił Tuchaczewski był wiceprzewodniczącym Rady Wojennej oraz zastępcą ludowego komisarza spraw wojennych i morskich Klimienta Woroszyłowa. Walczył podczas wojny domowej z wojskami generała Antona Denikina, admirała Aleksandra Kołczaka i Korpusem Czechosłowackim. W 1920 r. poniósł klęskę w Bitwie Warszawskiej. Wykonując rozkazy Lenina próbował zdobyć stolicę Polski z marszu i równolegle jak najszybciej odciąć Polskę od komunikacji z Gdańskiem, uzyskując bezpośrednie połączenie terytorialne z Niemcami. Współodpowiedzialność za klęskę Armii Czerwonej ponosił Stalin, który jako komisarz polityczny Frontu Południowo-Wschodniego (pod dowództwem Aleksandra Jegorowa) zablokował rozkaz Siergieja Kamieniewa i Lwa Trockiego o odwołaniu Armii Konnej Budionnego ze szturmu Lwowa i skierowaniu jej na tyły formującej się nad Wieprzem grupy uderzeniowej Wojska Polskiego, co miało istotny wpływ na zwycięski dla Polski wynik Bitwy Warszawskiej. Od tego czasu datowała się skryta osobista nienawiść Stalina do Tuchaczewskiego.
Rok później Tuchaczewski stłumił powstanie kronsztadzkie i – z użyciem gazów bojowych i lotnictwa – powstanie tambowskie.
22 maja 1937 r. został aresztowany w gmachu partyjnym w Kujbyszewie. Po trwających dwa dni torturach przyznał się do winy. 11 czerwca tegoż roku o godz. 9:00 rozpoczęła się rozprawa. Marszałek i siedmiu innych oficerów zostało oskarżonych o szpiegostwo na rzecz III Rzeszy. O godz. 23:00 sąd skazał wszystkich podsądnych na śmierć przez rozstrzelanie. Wyroki wykonano tej samej nocy na podwórzu więzienia na Łubiance. Za zdrajców uznawano w owym czasie również rodziny skazanych. Kara za pokrewieństwo z domniemanym zdrajcą wynosiła 10 lat łagru. Wkrótce bracia Tuchaczewskiego: Nikołaj i Aleksander trafili do łagru, w którym zostali zabici (według oficjalnej wersji przez więźniów kryminalnych). Jego siostry zesłano na Kołymę, skąd powróciły dopiero w 1956 r. Po likwidacji Tuchaczewskiego rozpoczęto represje wobec kolejnych dowódców. Ogółem zamordowano:
- 3 spośród 5 marszałków (Michaił Tuchaczewski, Wasilij Blücher i Aleksandr Jegorow)
- 3 spośród 8 dowódców armii (komandarmów I rangi – odpowiednik generała armii z 5 gwiazdkami): Jona Jakir, Hieronim Uborewicz, Iwan Biełow
- 10 spośród 10 dowódców armii (komandarmów II rangi – odpowiednik generała armii z 4 gwiazdkami): Pawieł Dybienko, Michaił Lewandowski, Iwan Dubowoj, August Kork, Nikołaj Kaszyrin, Aleksandr Siediakin, Jakow Ałksnis, Innokientij Chalepski, Joakim Wacetis, Michaił Wielikanow)
- 17 spośród 17 komisarzy armijnych – armkomów (2 komisarzy I rangi – odpowiednik generała armii z 5 gwiazdkami):Jan Gamarnik, Piotr Smirnow, 15 armkomów II rangi (odpowiednik generała armii z 4 gwiazdkami): m.in. Aleksander Griszyn, Siergiej Kożewnikow, Jan Bierzin
- 12 spośród 14 dowódców armii
- 57 spośród 67 dowódców korpusu, represjonowano 60, m.in. byli to Robert Ejdeman, Witalij Primakow, Witowt Putna, Borys Feldman, Jelisiej Goriaczow, Mikołaj Kujbyszew, Gaj Bżyszkian
- 2 flagmanów floty I rangi – odpowiednik admirała równy generałowi armii z 5 gwiazdkami: Władimir Orłow i Michaił Wiktorow
- 2 spośród 2 flagmanów floty II rangi – odpowiednik admirała równy generałowi armii z 4 gwiazdkami: Iwan Kożanow
- 6 spośród 6 flagmanów I rangi – odpowiednik admirała równy generałowi pułkownikowi (broni): m.in. Iwan Łudri, Eduard Pancerzanski
- 9 spośród 15 flagmanów II rangi – odpowiednik admirała równy generałowi lejtnantowi (dywizji)
- 23 spośród 28 komisarzy korpusów, represjonowano 25
- 125 spośród 199 dowódców dywizji, represjonowano 136, wróciło w szeregi armii 11
- 200 spośród 397 dowódców brygad, represjonowano 221
- 69 spośród 97 komisarzy dywizji, represjonowano 79
- 34 spośród 36 komisarzy brygad
- 401 spośród 456 pułkowników
- ok. 40 tysięcy oficerów niższych rang

Straty wśród stanów poszczególnych stopni i stanowisk wynosiły od 60 do 100%. W wojskach lądowych represjonowano 36761 oficerów starszych, w marynarce wojennej ok. 3 tys. Według represjonowanego gen. lejtn. A. Todorowskiego przed wojną 1941 spośród 733 wyższych dowódców i komisarzy politycznych Armii Czerwonej zostało zgładzonych 579. W rezultacie tego w czerwcu 1941 tylko 7% dowódców posiadało wyższe wykształcenie wojskowe, a 37% nie ukończyło nawet szkół wojskowych II stopnia.
Hitler o „wielkiej czystce” w Armii Czerwonej: „Stalin zniszczył pierwszorzędną ekipę sowieckich kadr wojskowych. Brak więc na razie niezbędnych umysłów wśród dorastających następców”.
Kolejna fala represji nastąpiła po wojnie z Finlandią w latach 1939–1940.
Do niewoli dostało się ok. 3100 żołnierzy Armii Czerwonej. Gdy po podpisaniu pokoju wrócili do kraju, wysyłano ich do łagrów. Jak zwykle w takiej sytuacji, represjami objęto też ich rodziny. Dostanie się do niewoli uznawane było za formę zdrady. Osłabienie Armii Czerwonej dało o sobie znać podczas wojny z Niemcami w 1941 r. Wehrmacht posuwał się bardzo szybko w głąb Związku Radzieckiego. Aby temu zapobiec, NKWD wysyłało specjalne oddziały, które w razie odwrotu żołnierzy Armii Czerwonej miały otworzyć do nich ogień. Nie jest znana liczba zabitych w ten sposób. W tym samym czasie miały miejsce czystki wśród odpowiedzialnych za klęski dowódców. Zabity został m.in. dowódca obrony radzieckiej na odcinku Białystok – Mińsk generał Dmitrij Pawłow. Aby żołnierze walczyli do końca, Stalin zadecydował, by jeńców uważać za zdrajców. Z tego powodu wielu czerwonoarmistów, którzy znaleźli się w okrążeniu zamiast niewoli wybrało samobójstwo, na przykład dowódca okrążonych pod Wiaźmą wojsk radzieckich generał Jefremow.

## Represje wobec cudzoziemców w ZSRR
Międzynarodówka Komunistyczna to organizacja, która zrzeszała komunistów z różnych krajów świata. Oni również padli ofiarami wielkiej czystki. Pod fałszywymi pretekstami prominentni członkowie partii komunistycznych z całego świata byli wzywani do Moskwy, a tam aresztowani. W trakcie procesów moskiewskich, kiedy to oskarżeni mieli rzekomo szpiegować ZSRR na rzecz Polski, rozpoczęto aresztowania Polaków. Rozwiązano Komunistyczną Partię Polski. NKWD aresztowało wszystkich członków KC KPP przebywających w ZSRR (z obu frakcji – „większościowców” i „mniejszościowców”), w tym: Stanisława Bobińskiego, W. Boguckiego, Stanisława Budzyńskiego, Kazimierza Cichowskiego, Jakuba Haneckiego, A. Kaczorowskiego-Sławińskiego, Pawła Łapińskiego, Józefa Unszlichta, Stefana Żbikowskiego, Adolfa Warskiego-Warszawskiego, Marię Koszutską, Aleksandra Danieluka-Stefańskiego, Władysława Steina-Krajewskiego, Maksymiliana Horwitza-Waleckiego i Juliana Leszczyńskiego-Leńskiego. W konsekwencji praktycznie całe kierownictwo KPP i jej aktyw zostały wymordowane. Represjonowani byli członkowie Biura Politycznego Komunistycznej Partii Niemiec z Hugo Eberlainem i Hansem Kippenbergerem. Aresztowano Belę Kuna, który był jednym z twórców powstałej w 1919 r. Węgierskiej Republiki Rad i 12 byłych ludowych komisarzy tejże republiki (kombrig Lajos Gavro, Frigyes Karikas, Jozsef Kelen, Dezsö Bakanyi). Aresztowano i rozstrzelano ścisłe kierownictwo Komunistycznej Partii Jugosławii z sekretarzem generalnym Milanem Gorkiciem na czele, założycielami KPJ Filipem Filipowiczem i Wladimirem Čiopič. Inną ofiarą terroru był przywódca komunistów greckich A. Kantas. Rozstrzelano sekretarzy generalnych Rumuńskiej Partii Komunistycznej – Alexandra Dobrogeanu-Gherca, oraz bułgarskiej Partii Komunistycznej Romana Awramowa. Zamordowano Finów: twórcę Komunistycznej Partii Finlandii G. Rovia i jej sekretarza generalnego K. Mannera, działacza KPF i Karelskiej ASRR Edvarda Otto Vilhelma Gyllinga. Zabito przedstawiciela Komunistycznej Partii Chin. Rozstrzeliwano komunistów z Korei. Represjonowano przywódców komunistów z Meksyku i Iranu. Ofiarami czystki padli członkowie Komitetów Centralnych partii komunistycznych z krajów bałtyckich. Aresztowano też komunistów z Wielkiej Brytanii, Turcji i Belgii. W ten sposób zdziesiątkowano ruch komunistyczny całego świata. Aresztowano również uchodźców politycznych, którzy poprosili o azyl polityczny w ZSRR – członków austriackiego socjalistycznego Schutzbundu, żołnierzy i uchodźców z Hiszpanii po upadku republiki.

## Represje wobec mniejszości narodowych w ZSRR
Obecnie szacuje się, że w wyniku terroru obejmującego kontyngenty narodowościowe aresztowano 1,5 miliona ludzi, z czego 700 tysięcy rozstrzelano. Wśród poszczególnych narodowości Polacy i Niemcy ucierpieli najbardziej, następnie wymienia się Koreańczyków, Kurdów, Greków, Finów, Estończyków, Łotyszy, Chińczyków i Irańczyków.

## Działalność NKWD za granicą
INO NKWD miało z definicji międzynarodową sieć agentów i rezydentur. Po wybuchu wojny domowej w Hiszpanii NKWD utworzyło w Hiszpanii autonomiczną de facto strukturę pod kierownictwem rezydenta INO NKWD Aleksandra Orłowa, niezależną od rządu republikańskiego. Stalin sprzedawał (za przekazane w „depozyt” ZSRR złoto Banku Hiszpanii) broń republikańskiemu rządowi, jednocześnie wykorzystywał fakt dostaw broni z ZSRR do uzależnienia od ZSRR rządu Republiki Hiszpańskiej i do zabijania za pośrednictwem autonomicznych struktur NKWD działających na terenie Hiszpanii (i bojówek Komunistycznej Partii Hiszpanii) działaczy i członków niekomunistycznych antystalinowskich partii lewicowych, walczących w obronie republiki. NKWD posiadało w konsekwencji na terenie Republiki Hiszpańskiej de facto eksterytorialne więzienia, niepodlegające jurysdykcji władz Republiki, miejsce przetrzymywania przeciwników politycznych, tortur i morderstw. Rezydentem NKWD w Hiszpanii do czasu swej ucieczki w 1938 był Aleksander Orłow, który odpowiada za zbrodnie NKWD w Hiszpanii. Początkowo represje dotknęły działaczy katalońskiej POUM (komuniści zbliżeni do trockizmu) i anarchistów katalońskich. NKWD zamordowało, po torturach, sekretarza generalnego POUM Andresa Nina. Zginęli też austriacki socjalista Kurt Landau i były sekretarz Trockiego Erwin Wolff. Zamordowani mieli być również brytyjski pisarz George Orwell i późniejszy kanclerz Republiki Federalnej Niemiec Willy Brandt. Udało im się jednak uciec poza granice Republiki Hiszpańskiej. Przedstawiciel Kominternu (i NKWD) André Marty zwany „rzeźnikiem z Albacete” nakazywał i przeprowadzał masowe egzekucje wszystkich uznanych przez siebie za „piątą kolumnę”, w tym „nieprawomyślnych” (niestalinowskich) działaczy i żołnierzy Republiki Hiszpańskiej oraz Brygad Międzynarodowych.
NKWD działało również w USA, gdzie 3 czerwca 1937 porwano Juliet Poyntz, która odmówiła dalszej współpracy z INO NKWD w zakresie szpiegostwa technologicznego (zaginęła bez wieści). 4 czerwca 1937 r. zabity został Ignatij Reiss. Wyjechał z ZSRR do Szwajcarii jako wysokiej rangi funkcjonariusz Razwiedupru, a następnie odmówił powrotu do kraju i udzielił poparcia Trockiemu. Gertruda Schildbach, znajoma ofiary zwabiła go na jedną z bocznych uliczek, gdzie zabili go enkawudziści. Śmierci nie uniknął trzydziestodwuletni wówczas syn Trockiego Lew Siedow. Ze względu na chorobę wyrostka robaczkowego zgłosił się w lutym 1938 r. do prywatnej kliniki w Paryżu, która była prowadzona przez emigrantów z Rosji. Operacja udała się, ale pacjent zmarł trzy dni później. Przyczyną śmierci mogło być otrucie przez NKWD. Leczenie organizował agent INO NKWD, udający przyjaciela Siedowa – Mark Zborowski. Następną ofiarą był Rudolf Klement. Był on organizatorem zjazdu Czwartej Międzynarodówki. 13 lipca 1938 r. został porwany. Kilka dni później odnaleziono jego ciało. I tym razem mordercami byli enkawudziści. Prawdopodobnymi ofiarami zagranicznych zabójstw INO NKWD, lub GRU byli Willi Münzenberg (1940 we Francji) i Walter Kriwicki (1941 w Nowym Jorku).
Najgłośniejszą akcją, przeprowadzoną w tym czasie przez NKWD było zabójstwo Lwa Trockiego. Jeszcze przed wybuchem II wojny światowej Trocki zaczął publicznie ostrzegać o możliwości zawarcia paktu Stalin-Hitler, który zmaterializował się ostatecznie 23 sierpnia 1939 jako Pakt Ribbentrop-Mołotow. Po wybuchu wojny Trocki jako potencjalny konkurent polityczny Stalina, ostatni z żyjących członków leninowskiego Biura Politycznego był traktowany przez Stalina jako zagrożenie do natychmiastowej eliminacji, zwłaszcza po klęsce Francji w czerwcu 1940, co pozostawiło Stalina sam na sam z Hitlerem na kontynencie europejskim.
Przy pierwszej próbie zamachu, 24 maja 1940, przeprowadzonej pod dowództwem oficera INO NKWD Josifa Grygulewicza, zamachowcy wdarli się przy użyciu broni maszynowej do wnętrza zamienionego w twierdzę domu opozycjonisty w meksykańskim Coyoacán, jednak Trocki przeżył pomimo ostrzelania całego domu. W tej sytuacji ochrona została jeszcze bardziej wzmocniona. NKWD mogło zabić Trockiego tylko poprzez zaplanowaną infiltrację. Pochodzący z Hiszpanii Ramón Mercader został przez agenturę NKWD wprowadzony w otoczenie Trockiego jako Frank Jackson, amerykański sympatyk trockizmu, zdobył zaufanie Trockiego i został jego współpracownikiem. 20 sierpnia 1940 r. podczas spotkania z Trockim, gdy ten siedział przy biurku pisząc, uderzył go czekanem alpinistycznym w tył głowy. Cios nie roztrzaskał czaszki i krzyk Trockiego zaalarmował ochronę, zamachowiec został zatrzymany. W dzień po zamachu Lew Trocki zmarł w wyniku odniesionych obrażeń. Mercader został przekazany przez ochronę policji meksykańskiej i aresztowany. Został skazany na 20 lat więzienia. Otrzymał Order Lenina i tytuł Bohatera Związku Radzieckiego.

## Wielka czystka a życie prywatne Stalina
W okresie wielkiej czystki represje dotknęły również rodzinę i przyjaciół samego dyktatora. W 1937 r. jako pierwszy rozstrzelany został jego stary przyjaciel, Awel Jenukidze. Ów Gruzin był ojcem chrzestnym Nadieżdy Alliłujewej, drugiej żony Stalina, która popełniła samobójstwo pięć lat wcześniej. W „procesie dwudziestu jeden” padło jego nazwisko, jako tego, który zlecił Jagodzie zabójstwo Kirowa. Ponadto okazało się, że był on trockistą, gdyż nie powiadomił Stalina o tym, że dyplomata radziecki w Norwegii utrzymuje kontakty z Trockim. W tym samym roku aresztowano sekretarkę Jenukidzego, Mariko Swanidze, która była szwagierką dyktatora. Skazano ją na dziesięć lat łagru. Jednakże nie dożyła końca kary. Została rozstrzelana 3 marca 1942 r. 18 lutego 1937 r. ludowy komisarz przemysłu ciężkiego Sergo Ordżonikidze, który był wieloletnim przyjacielem Stalina, popełnił samobójstwo. Doszło do tego po proteście Ordżonikidzego przeciwko aresztowaniom w przemyśle ciężkim. Niedługo potem NKWD przeprowadziło rewizję w jego mieszkaniu. Oficjalnym powodem śmierci był atak serca. 2 listopada 1938 r. Paweł Alliłujew, członek Zarządu Wojsk Pancernych, szwagier dyktatora, został otruty. Jego śmierć poprzedziło aresztowanie wszystkich jego współpracowników.
12 lutego 1940 r. został rozstrzelany Stanisław Redens, były szef NKWD w Kazachstanie, mąż Anny Alliłujewej, szwagierki Stalina. Został uznany winnym szpiegostwa na rzecz Polski i „zatajenia mienszewickiej przeszłości”. Szwagier Stalina Aleksander Swanidze został oskarżony o „zmowę z państwami wrogimi ZSRR”. Na rozkaz szefa NKWD Ławrientija Pawłowicza Berii został rozstrzelany 20 sierpnia 1941 r. Żona Aleksandra, Maria Swanidze, została rozstrzelana 3 marca następnego roku za terroryzm i „udział w rozmowach antyradzieckich”. Znamienny jest fakt, że Maria Swanidze prowadziła dziennik, w którym pisała o Stalinie: „Co za analityczna inteligencja, co za niezwykła psychika”. Syn Stalina i jego pierwszej żony Jekateriny Swanidze, porucznik Jakow Josifowicz Dżugaszwili 16 lipca 1941 r. pod Witebskiem dostał się do niewoli niemieckiej. Ojciec uznał go za zdrajcę ojczyzny. Naziści opublikowali broszurę, w której Jakow zachęcał swoich rodaków do zaprzestania oporu. Ów materiał propagandowy był jednak sfałszowany. Kiedy po zwycięskiej dla Sowietów bitwie pod Stalingradem Niemcy zaproponowali wymianę wziętego do niewoli feldmarszałka Friedricha Paulusa, Stalin odmówił, twierdząc, że „nie wymienia żołnierzy na marszałków”. Niedługo potem Jakow Dżugaszwili popełnił samobójstwo w obozie koncentracyjnym w Sachsenhausen. Inna wersja mówi, że został zastrzelony przez niemieckiego strażnika, który upozorował samobójstwo syna Stalina. Wersja ta została przedstawiona przez oficera z Belgii, który umieszczony był w tym samym obozie, co Jakow Dżugaszwili. Był on świadkiem egzekucji. Stalin dowiedział się o tym od belgijskiego żołnierza za pośrednictwem króla Leopolda III Koburga.

## System okupacji sowieckiej

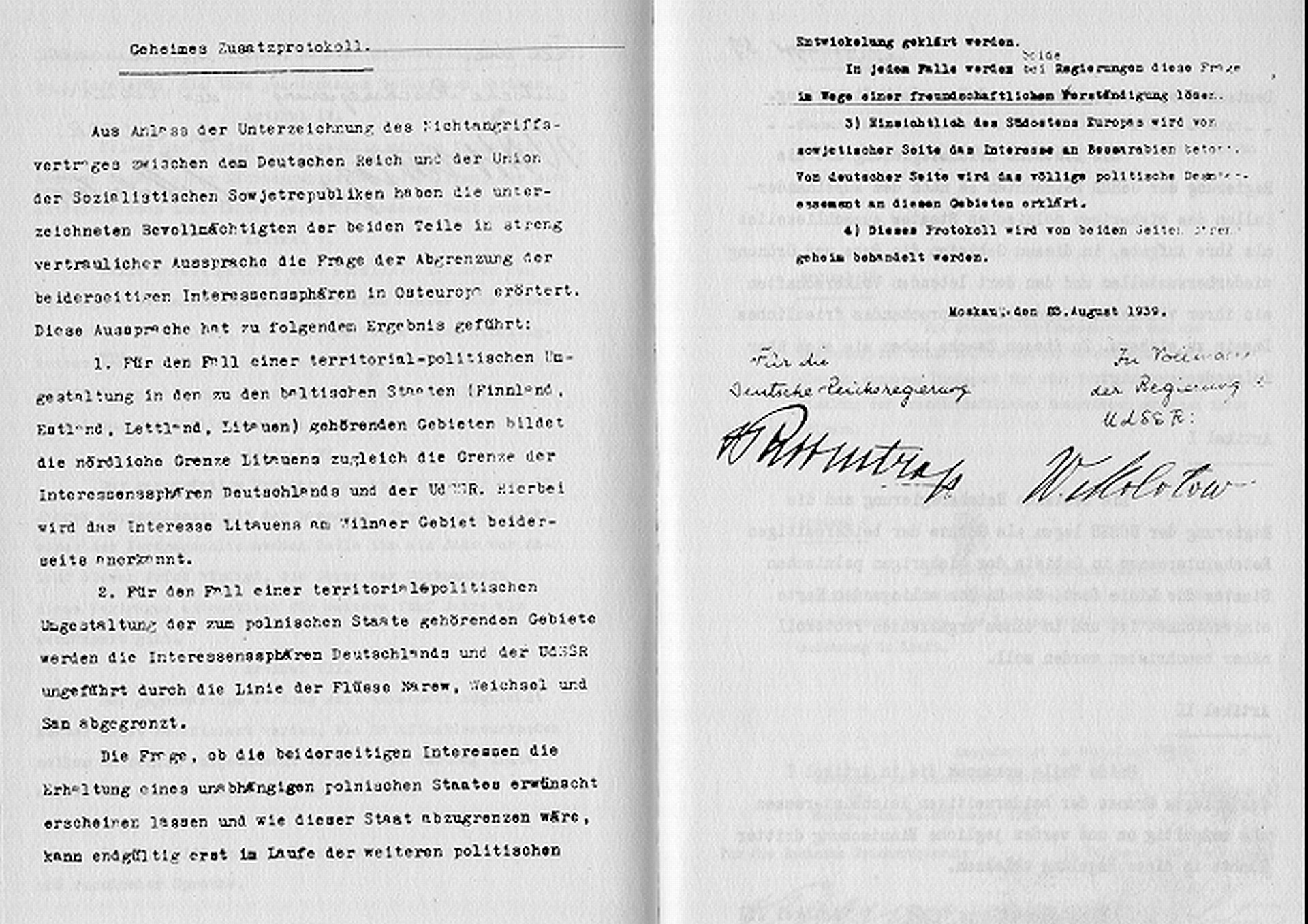
Dokument tajnego protokołu do paktu z 23 sierpnia 1939 r. z podpisami J. Ribbentop, W. Mołotow, tekst niemiecki

Apogeum czystki przypada na rok 1938, wygasać zaczęła po zastąpieniu Jeżowa na stanowisku komisarza spraw wewnętrznych 8 grudnia 1938 r. przez Berię, zaś faktycznym jej końcem i przypieczętowaniem był XVIII Zjazd WKP(b) w marcu 1939 roku, gdy dokonano wyboru nowych (w miejsce zdziesiątkowanych) centralnych władz partii bolszewickiej. Wtedy też Stalin oficjalnie ogłosił zakończenie czystki i rozpoczęcie nowego etapu polityki zagranicznej, którego narzędziem był pakt z Hitlerem (pakt Ribbentrop-Mołotow), który otworzył drogę do wyniszczającej wojny między kapitalistycznymi państwami Europy, wojny która miała dać ZSRR pozycję rozgrywającego arbitra wydarzeń międzynarodowych. W konsekwencji celem była ekspansja terytorialna – rozszerzenie ZSRR i ustroju sowieckiego na całą Europę osłabioną wojną.

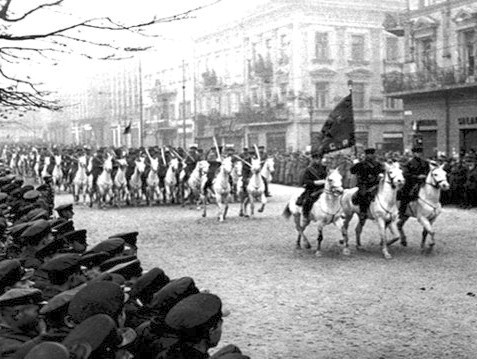
Najazd sowiecki na Polskę: defilada kawalerii po kapitulacji Lwowa

Stąd właśnie bezpośrednio po okresie wielkiej czystki (w pełni i bez zastrzeżeń podporządkowującej cały aparat partyjny i państwowy ZSRR woli dyktatora – Józefa Stalina) nastąpiła ekspansja terytorialna Związku Socjalistycznych Republik Radzieckich (po raz pierwszy od 1921 r.) – połączona z sowietyzacją zagarniętych obszarów. Agresja sowiecka w Europie rozpoczęła się 17 września 1939 r. od najazdu na Polskę. Usprawiedliwiona została w nocie Mołotowa do polskiego ambasadora Wacława Grzybowskiego wewnętrznym bankructwem państwa polskiego i jego rzekomym rozpadem (wojna polsko-niemiecka ujawniła wewnętrzne bankructwo państwa polskiego. W ciągu dziesięciu dni operacji wojennych Polska utraciła wszystkie swoje rejony przemysłowe i centra kulturalne. Warszawa przestała istnieć jako stolica Polski. Oznacza to, że państwo polskie i jego rząd faktycznie przestały istnieć. Przez to samo zawarte między ZSRR i Polską umowy straciły moc prawną...). W konsekwencji ZSRR uznał wszystkie układy zawarte uprzednio z Polską (w tym traktat ryski z 1921 r. i pakt o nieagresji z 1932 r.) za nieobowiązujące – zawarte z nieistniejącym państwem. Dlatego też odmawiano np. wziętym do niewoli polskim żołnierzom nadania statusu jeńców wojennych.
Władze ZSRR próbowały w efekcie m.in. uniemożliwić opuszczenie kraju polskim dyplomatom i aresztować ich (stwierdzając utratę statusu dyplomatycznego). Polaków uratował dziekan korpusu dyplomatycznego w Moskwie, ambasador Rzeszy hr. Friedrich-Werner von der Schulenburg. Sowiecki ambasador w Polsce wyjechał zaś z terenu RP już 11 września pod pretekstem nawiązania łączności z Moskwą. Konsul generalny RP w Kijowie Jerzy Matusiński wezwany przez władze sowieckie zaginął (czytaj: został zamordowany przez NKWD).
Podczas inwazji miały miejsce liczne zbrodnie wojenne na polskich żołnierzach, policjantach, innych funkcjonariuszach państwowych, a także ludności cywilnej zwłaszcza z tzw. klas uprzywilejowanych. Najbardziej znaną z tych zbrodni jest wymordowanie kilkuset obrońców Grodna przez Armię Czerwoną – żołnierzy Wojska Polskiego i harcerzy.
W okolicach Grodna żołnierze Armii Czerwonej zamordowali też m.in. generała Józefa Olszynę-Wilczyńskiego, po kapitulacji Lwowa kilkuset umundurowanych policjantów zamordowano po wyprowadzeniu z miasta na drodze na Winniki. Było to preludium zbrodni katyńskiej.
W zbrodniach uczestniczyły obok oddziałów wojskowych, OsNaz NKWD i Specnaz zakonspirowane dotąd bojówki komunistycznej piątej kolumny, które identycznie jak volksdeutsche w Polsce zachodniej, znając miejscowe środowisko, denuncjowały i dokonywały samosądów. Bojówki te były początkowo trzonem tzw. milicji, którą uzupełniono szybko funkcjonariuszami z głębi ZSRR.

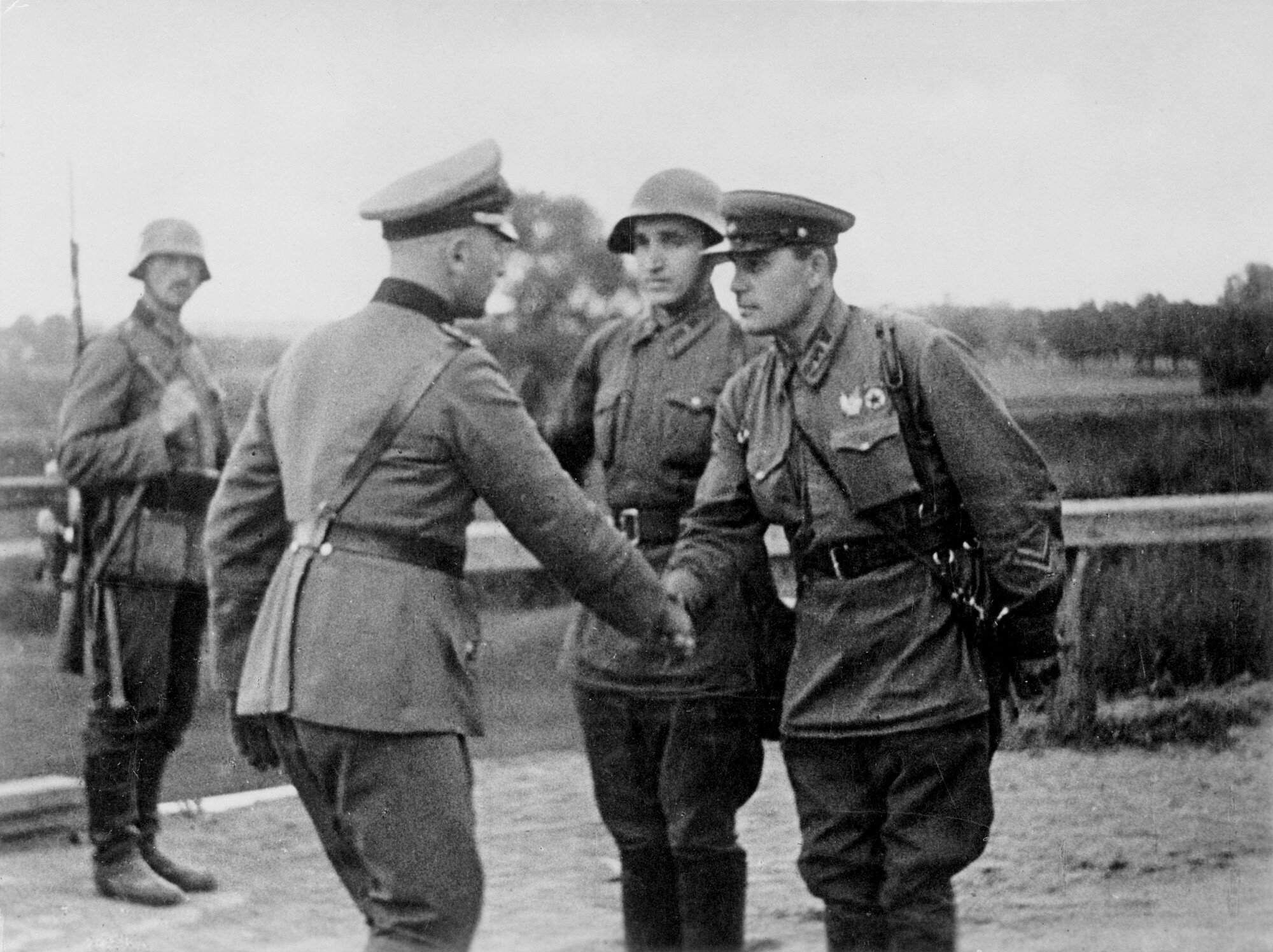
Spotkanie sojuszników

Zajęte przez Armię Czerwoną tereny po pseudoplebiscycie (przeprowadzone w październiku 1939 wybory do zgromadzeń ludowych Zachodniej Białorusi i Zachodniej Ukrainy) włączono oficjalnie do Białoruskiej i Ukraińskiej SRR.
Rejon Wilna czasowo przekazano niepodległej Litwie. Zarówno jednak Litwę, jak i Łotwę i Estonię ZSRR zmusił we wrześniu – październiku 1939 do podpisania umów o utworzeniu baz wojskowych Armii Czerwonej na swych terytoriach i wprowadził wojsko sowieckie do tych baz. Było to wstępem do późniejszej (czerwiec 1940) aneksji tych państw przez ZSRR i prześladowań ich ludności, w tym zamieszkałych tam Polaków.
Polacy byli prześladowani poprzez deportacje i konfiskatę mienia. Do czerwca 1941 r. wysiedlono ok. 1,5 mln Polaków. Większość z nich znalazła się na Syberii lub w Kazachstanie: mężczyźni – głowy rodzin – przeważnie w obozach koncentracyjnych GUŁag, rozdzieleni z nimi członkowie rodzin – na zesłaniu. Polskie nazwy ulic zmieniono na białoruskie i ukraińskie. 12 grudnia 1939 r. nastąpiło wycofanie z obiegu złotego i zastąpienie go rublem przy likwidacji oszczędności bankowych i braku wymiany walut. W konsekwencji złote polskie były szmuglowane celem wymiany do Generalnego Gubernatorstwa, gdzie były wymieniane na młynarki.
Polscy oficerowie, policjanci i przedstawiciele elit polskich, wzięci do niewoli przez Armię Czerwoną i oddziały specjalne Osnaz i Specnaz i aresztowani przez NKWD przy rozpoczęciu okupacji terenów II RP zostali wymordowani przez NKWD na podstawie decyzji Biura Politycznego KC WKP(b) z 5 marca 1940 o egzekucji bez przeprowadzenia postępowania sądowego. Masowe egzekucje jeńców z obozów w Kozielsku, Starobielsku i Ostaszkowie (zarządzanych przez NKWD po przekazaniu jeńców przez Armię Czerwoną) zostały przeprowadzone przez NKWD w okresie kwiecień-maj 1940.

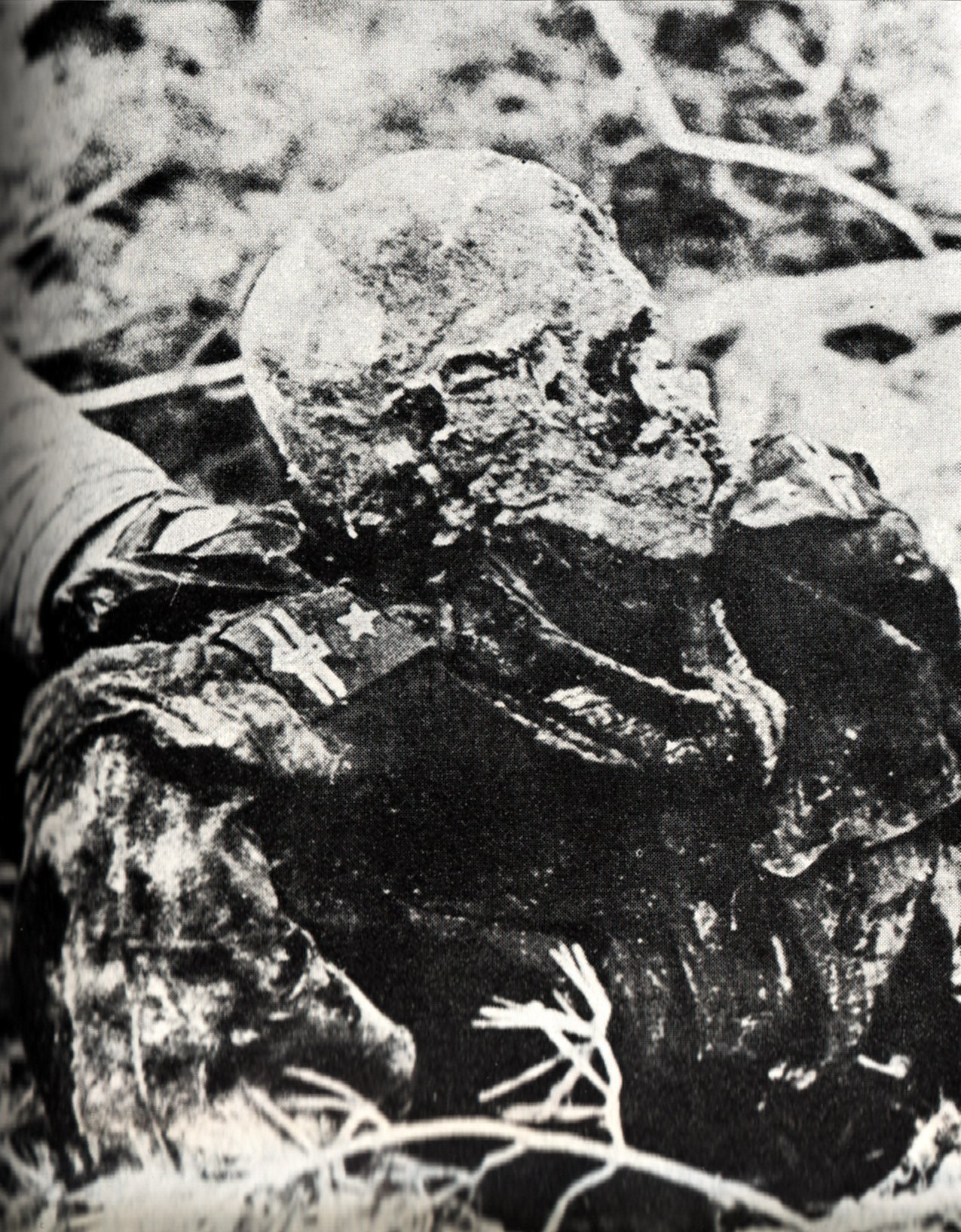
Zamordowany przez NKWD wiosną 1940 r. major 1 Pułku Szwoleżerów. Katyń – ekshumacje 1943

W czerwcu 1940 po ultimatum ZSRR Litwa, Łotwa i Estonia zostały okupowane przez Armię Czerwoną, a następnie anektowane 1 sierpnia 1940 przez ZSRR. Wprowadzono język rosyjski, aresztowano inteligencję. 14 czerwca 1941 r. przesiedlono na Syberię 18 tys. Litwinów, 15 tys. Łotyszy i 10 tys. Estończyków. Finlandia po przegranej wojnie zimowej scedowała na ZSRR swoje tereny (wraz z drugim co wielkości miastem kraju: Viipuri) bez ludności, która ewakuowała się przed przejęciem terenu przez Sowietów na teren Finlandii w nowych granicach. W Besarabii i Bukowinie, terytoriach odebranych Rumunii po ultimatum ZSRR z czerwca 1940, rozpoczął się terror prowadzony przez NKWD, deportacje, sowietyzacja, likwidacja narodowej kultury.
Po ataku Niemiec na ZSRR i wymuszonym odwrocie Armii Czerwonej NKWD wymordowało co najmniej 35 tysięcy więźniów przebywających w więzieniach okupowanych terenów Polski, Litwy, Łotwy i Estonii. Dokonało również masowych egzekucji żyjących jeszcze więźniów politycznych przebywających w łagrach i więzieniach (izolatorach) na terenie RFSRR (w tym Marija Spiridonowa, Christian Rakowski).
Po agresji Niemiec na ZSRR Rumunia i Finlandia wsparły Hitlera, bezskutecznie próbując odzyskać utracone terytoria. Po rozpoczęciu okupacji państw bałtyckich, tamtejsza ludność kolaborowała z Niemcami, chcąc uwolnić się od terroru radzieckiego. Litwini utworzyli policję pomocniczą (szaulisi), Estończycy wystawili 20 Dywizję Grenadierów SS, a Łotysze 15 i 19 Dywizję SS.

## Socrealizm – artyści ofiarami wielkiej czystki
W 1934 r. Stalin ogłosił „przebudowę frontu sztuki” pod hasłem „sztuka zrozumiałą dla milionów ludzi pracy”. Przez cały ten rok bezpartyjni artyści byli zastraszani przez redaktorów Prawdy. Celem bezpardonowego, przykładowego ataku została opera Dmitrija Szostakowicza Lady Macbeth mceńskiego powiatu (1932, premiera w Leningradzie i w Moskwie w styczniu 1934); w artykule pod tytułem Chaos zamiast muzyki (28 stycznia 1936) pojawiła się – oprócz sformułowań takich jak „lewacka pokraczność opery”, „zdegradowana, krzykliwa i neurasteniczna muzyka”, „ogólny hałas, zgrzytanie i wycie” i mniej zawoalowana groźba „Ta zabawa może się jednak źle skończyć”. Hasło do ataku na kompozytora spotkało się z poklaskiem ze strony środowisk twórczych; zarówno Boris Asafjew, Dmitrij Kabalewski, jak i wielu innych twórców poczęło na wyścigi krytykować operę, a później i wszystkie inne dzieła Szostakowicza – pod zarzutem formalizmu. Zabroniono także prawykonania IV Symfonii.
Również w Prawdzie pojawił się artykuł krytykujący sztukę „Molier” autorstwa Michaiła Bułhakowa. „Litieraturnaja Gazeta” opublikowała artykuł potępiający pisarza Borisa Pasternaka. On, jako jedyny pisarz radziecki nie podpisał się pod apelem o rozstrzelanie „gadzin”, czyli domniemanych szpiegów i zdrajców. Przeżył jednak, być może, gdyż wcześniej, w 1913 r. wydał antologię poezji gruzińskiej. Znalazły się w niej wiersze napisane przez poetę Soseło (pseudonim literacki Józefa Dżugaszwili). W okresie apogeum wielkiej czystki, czyli w latach 1937–1938 rozstrzelano – jako starych bolszewików – prześladowców pisarzy, z naczelnikiem Wydziału Kultury KC Płatonem Kierżencewem. 1 maja 1938 r. aresztowano Osipa Mandelsztama. Za „działalność kontrrewolucyjną” został skazany na pięć lat łagru. Zmarł w obozie etapowym pod Władywostokiem 27 grudnia 1938. W 1941 męża i syna straciła także Anna Achmatowa.
Zostali aresztowani i zgładzeni Wsiewołod Meyerhold, Izaak Babel, Borys Pilniak, Bruno Jasieński i inni.
Wielu artystów tworzących na emigracji uznało, że wielka czystka położy kres bolszewizmowi. Powodem do tego myślenia było wymordowanie wielu „starych bolszewików”, uczestników rewolucji październikowej. Kilku z twórców emigracyjnych przyjechało do ZSRR, traktując to jako powrót do Rosji. Zostało to wykorzystane propagandowo przez Stalina. W czerwcu 1939 przyjechała również Marina Cwietajewa, która następnie po aresztowaniu męża i bezskutecznych staraniach o jego uwolnienie, popełniła w 1941 samobójstwo.
Boris Pasternak i Michaił Bułhakow żyli w ciągłej obawie aresztowania. Pasternak w powieści Doktor Żywago oddał później część przeżyć życiowych swego pokolenia.

## Gułag
W okresie wielkiego terroru ofiarami NKWD byli przede wszystkim zwykli obywatele, a nie zajmujący wysokie stanowiska politycy i wojskowi. Miliony ludzi zesłano do łagrów. Były to obozy pracy przymusowej zarządzane przez Gławnoje Uprawlenije Isprawitielno-Trudowych Łagieriej (w skrócie GUŁag). Łagry powstawały głównie na wschodzie i północy ZSRR, a więc na terenach nieprzyjaznych człowiekowi pod względem klimatycznym. Więźniowie byli zmuszani do ciężkiej pracy, a w przypadku niewypełnienia ustalonej normy ograniczano i tak skromne racje żywnościowe. W latach 1938–1939 w ramach wewnętrznej czystki NKWD wielu dotychczasowych komendantów obozów, powiązanych z Jagodą, czy później Jeżowem również zostało zabitych. Rozstrzelano m.in. Matwieja Bermana, szefa GUŁagu, pierwszego szefa tej struktury, Łazara Kogana, komendanta GUŁagu w latach 1937–1938 Izraila Pilnera, Eduarda Berzina, szefa zjednoczenia NKWD do eksploatacji kopalń złota na Kołymie (Dalstroju). Do rozpoczęcia wielkiej czystki w oficjalnych dokumentach przebywającego w łagrze widniał jego zawód wykonywany przed jego zesłaniem. Później zaczęto używać określenia „zakluczonny”, w skrócie zek. Nie mieli oni praw obywatelskich. Więźniom nie przysługiwał już tytuł „przodownika pracy”. Osadzonych tam kontrrewolucjonistów zaczęto nazywać mianem „wrogów ludu”. Często do łagrów zsyłano rodziny skazanych w procesach politycznych. Z powodu zwiększenia śmiertelności więźniów poprzez pogorszenie warunków bytu w obozach i egzekucje, znacznie pogorszyła się efektywność pracy.
Ze względu na słabo prowadzoną przez Sowietów ewidencję nie można ustalić, ile osób przebywało w łagrach w latach 1937–1941. Trudno też jest ustalić, ilu było tam Polaków. Różne źródła podają, że od 500 tys. do 1,5 mln. Znaleźli się oni tam po likwidacji Polskich Rejonów Narodowych – Marchlewszczyzny i Dzierżowszczyzny, a później po aneksji przez ZSRR wschodnich kresów II Rzeczypospolitej. Zwolniono ich stamtąd po układzie Sikorski-Majski z 30 lipca 1941. Układ ten przewidywał amnestię dla Polaków, utworzenie polskiej armii w ZSRR i wzajemny sojusz przeciwko Niemcom. Wielu przebywających w łagrach Polaków weszło w skład armii, część wróciła do kraju. W latach 1944–1945 ponownie zesłano wiele osób. Niektórzy z nich nie wrócili do Polski, a ich potomkowie żyją do dziś na terenach byłego ZSRR, głównie w Kazachstanie.

## Likwidacja wykonawców czystki
Funkcjonariusze służb, które były odpowiedzialne za terror, wiedzieli za dużo o zbrodniach, których byli wykonawcami. Z tego powodu ich również rozstrzelano.
Gienrich Jagoda, który kierował pierwszą fazą terroru w 1936 i zorganizował „proces szesnastu”, został skazany na śmierć dwa lata później w „procesie dwudziestu jeden”. Jego następcą został Nikołaj Jeżow. Stosował niezwykle brutalne metody, łącznie z torturami. To on osobiście ustalał, ile osób należy zabić w danym rejonie. Ze względu na niski wzrost (153 centymetry) otrzymał przydomek „krwawy karzeł”.
8 grudnia 1938 na stanowisku szefa NKWD zastąpił go Ławrientij Beria (od połowy 1938 pierwszy zastępca Jeżowa), a Jeżow został ludowym komisarzem żeglugi śródlądowej. W kwietniu 1939 zniknął z komisariatu, zaś 4 lutego 1940, po tajnym procesie, został stracony.
Zdjęcie przedstawiające Woroszyłowa, Mołotowa, Stalina i Jeżowa wizytujących w 1937 Kanał imienia Moskwy zostało tak zretuszowane, by nie było na nim widać upadłego szefa NKWD.
Zginęło również wielu agentów NKWD za granicą. Często zwabiano ich do kraju pod pretekstem awansu, nadania nagrody itp. Tam byli zabijani. W razie odmowy powrotu do kraju, represjonowano ich rodziny, a w celu likwidacji ich samych wysyłano agentów GRU. Później oni sami byli likwidowani, bądź zsyłani do łagrów. 13 maja 1938 r. rozstrzelano byłego szefa GRU, Łotysza Jana Berzina, a 1 sierpnia tegoż roku pełniącego obowiązki szefa tej organizacji Siemiona Urickiego. Opisana wcześniej wojna z Finlandią w latach 1939–1940 przekonała Stalina o konieczności rekonstrukcji GRU. Rozpoczęto rekrutację nowych agentów. Jednakże przesyłane przez nich informacje o planowanej przez Niemców agresji na ZSRR były lekceważone przez Stalina. Armia Czerwona, przygotowana do strategii agresywnego natarcia, nie była gotowa na obronę po napaści III Rzeszy ZSRR 22 czerwca 1941 r.

## Zakończenie czystki i jej krwawy bilans

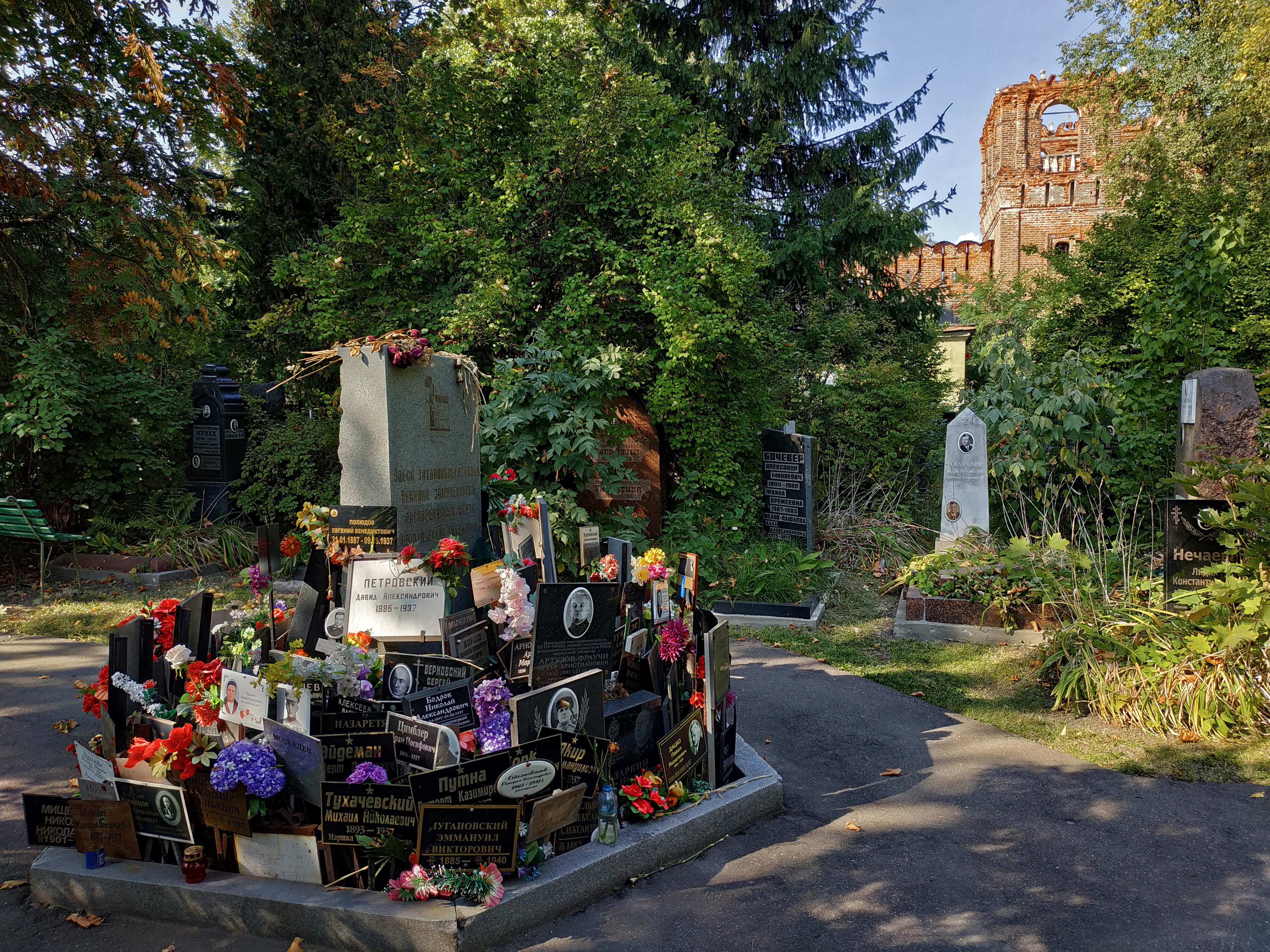
Mogiła nr 1 na Nowym Cmentarzu Dońskim – miejsce zbiorowego pochówku prochów ofiar „wielkiego terroru” 1934–1939

Po 8 grudnia 1938 z więzień i łagrów uwolniono około 327 tys. ludzi. W grudniu 1940 wypuszczono na wolność Konstantego Rokossowskiego, późniejszego marszałka ZSRR i Polski. W lipcu następnego roku, pod wpływem radzieckich klęsk w wojnie z III Rzeszą uwolniono konstruktorów lotniczych: Nikołaja Polikarpowa i Andrieja Tupolewa. Wypuszczono na wolność wielu innych naukowców, którzy przyczynili się później do pokonania Niemców. Uwolniono też wielu żołnierzy Armii Czerwonej. Na okres II wojny światowej złagodzono terror, gdyż Stalin potrzebował ludzi do walki z nazistowskimi Niemcami.
Robert Conquest dokonał próby szacunku ofiar terroru wyłącznie za lata 1937–1938. Zestawienie przedstawione w monografii Wielki Terror przedstawia się następująco:
- aresztowani w latach 1937–1938 – od 7 mln do 8 mln ludzi
- rozstrzelani przez trójki NKWD – 1 mln do 1,5 mln ludzi (szacunek raczej zaniżony)
- zmarli i rozstrzelani w obozach koncentracyjnych – ok. 2 mln ludzi
- więźniowie więzień i obozów koncentracyjnych, stan na koniec 1938 (przyjmując 5 mln łagierników pod koniec 1936) – ok. 8 milionów ludzi. Ci skazani na „10 lat bez prawa korespondencji” byli w rzeczywistości natychmiast rozstrzeliwani

Liczbę ofiar epoki stalinowskiej szacuje się na minimum dwadzieścia milionów – a z ofiarami lat 1917–1934 (wojna domowa, głód 1921, kolektywizacja i wielki głód 1932-1933) na w sumie do czterdziestu milionów represjonowanych ludzi – aresztowanych, rozstrzelanych, zagazowanych gazami bojowymi (powstanie tambowskie), zamęczonych pracą w łagrach i zagłodzonych na śmierć ofiar systemu sowieckiego w Rosji. Po opublikowanych przez Anastasa Mikojana danych, we wspomnieniach wydanych zaraz po XX Zjeździe KPZR w okresie 1 stycznia 1935 – 22 czerwca 1941 było represjonowanych 20 mln ludzi, z nich 7 mln było skazanych i rozstrzelanych (liczba ta nie włącza zmarłych w gułagach i innych obozach lub na tzw. etapach – „Ogoniok” nr 15 kwietnia 1989).
Dane te zostały potwierdzone badaniami niezależnych organizacji rosyjskich (Stowarzyszenie Memoriał) w okresie gorbaczowowskiej pieriestrojki i po upadku ZSRR. Odnalezione mogiły ofiar masowych mordów w Kuropatach (Białoruś) i Bykowni (Ukraina) i ujawnione archiwa NKWD pozwalają uważać statystyki Conquesta za ostrożne.

## Interpretacje Wielkiego Terroru
Wielki terror lat 1936–1938 nie był gromem z jasnego nieba i jak każde zjawisko historyczne miał korzenie w przeszłości. Na pewno błędem byłoby twierdzić, że wynikał nieuchronnie z natury sowieckiego społeczeństwa i partii komunistycznej. Sam bowiem był środkiem służącym wymuszaniu gwałtownych zmian w tym społeczeństwie i w tej partii. Mimo to nie mógłby zostać rozpętany, gdyby nie wyjątkowo nienormalne warunki stworzone przez rządy bolszewików, jego cechy charakterystyczne zaś, niektóre niemal niewiarygodne dla cudzoziemca, wywodzą się z konkretnej tradycji. – napisał w Wielkim Terrorze Robert Conquest.